# 桶狭間の戦いの戦場に関する議論
この記事では桶狭間の戦いの戦場に関する議論について記述する。ここでの桶狭間（おけはざま）は、1560年6月12日（永禄3年5月19日）に駿河国・遠江国の守護大名であった今川義元と尾張国守護代分家織田弾正忠家当主の織田信長との間で行われた桶狭間の戦いの主戦地とされる地域のことである。

## 概要
桶狭間の戦いとは一般に、戦国時代の武将であった太田牛一の手になる『信長公記』巻首の「今川義元討死の事」の項で語られる範囲、すなわち1560年6月10日（永禄3年5月17日）の今川義元の沓掛城入城に始まり、2日後の主戦を経て、今川方部将であった岡部元信が鳴海城を開城するまでを指すことが多いようである。戦闘に限ってみれば一連の流れとして、義元の沓掛城入城に呼応して始まったとみられる松平元康らによる大高城への兵糧入れ、決戦当日の早朝から勃発していたという鷲津砦・丸根砦への大高城からの攻撃、おそらく午前中であろうと考えられる岩室重休・佐々政次・千秋季忠と松井宗信の前哨戦、前田利家らの個人による戦功、主戦となる戦闘およびその決着などが『信長公記』によって知られている。 
このうち主戦とは、時間的には未の刻（午後2時頃）から夕刻までの数時間、すなわち、驟雨の中で今川義元の本陣間近に迫った織田方が信長の「すわ、かかれ」という号令と共に一斉に襲いかかった瞬間から、毛利良勝によって大将の首が落とされ、深田に足を取られた残兵がことごとく掃討されるまでの展開を指し、地理的には両軍が展開した「おけはざま山」を中心とした一帯、現在のと豊明市と名古屋市緑区の境界線付近をまたがった範囲を指すことが多い。
ところで、桶狭間の戦いは、非常に著名でありながら、詳細に不明な点が多いことでも知られた戦いでもある。今川義元の尾張侵攻の目的は何であったのか、今川方や織田方はどのようなルートをたどって進軍したのか、今川方本陣の所在地や今川義元の戦死の場所はどこであったのか、など、かねてよりさまざまな議論があるが、今もってはっきりしたことは分かっていない。地理的な観点でいえば、戦いの主戦地とされたのはさして特徴の無い山容が綿々と続く丘陵地のただ中で、そもそもが両軍の陣立てがなされない遭遇戦であり、きわめて短時間の間に事態がめまぐるしく推移した結果あっけなく終息をみていることから、場所や進軍ルートの特定が困難な理由はここにある。また、同時代に記された史料の少なさ、戦いの舞台とされた一帯がすでに住宅地で覆われていたりして考古資料の発掘が困難であることなども理由として挙げられる。そして、とりわけ江戸時代以降に多く書かれた軍記物などの読み物において信憑性に疑問のある潤色が多くなされたことも、事実の探求への困難さにいっそう拍車をかけてきたといえる。
太田牛一による『信長公記』は、織田信長に仕え、桶狭間の戦いにも参戦した人物による信長の一代記としては唯一のものとして知られる。桶狭間の戦いから50年経った1610年（慶長15年）頃に刊行されたという。しかし、織田信長が上洛するまでを記した首巻においては年月日や役名などに記述ミスがとりわけ多く、老耄を懸念されるなどして信頼性に疑問符が打たれていた点もある。 
この『信長公記』を補完するとして書かれたのが、太田の同郷の春日井郡の人であった小瀬甫庵による『信長記』（1611年（慶長16年））である。「太田牛一輯録・小瀬甫庵重撰」、すなわち太田による史実を下敷きとしながら漏脱を加えたとしており、『信長公記』には見られない記述であって、小瀬による独自調査の結果として加えられた可能性がある。こうした純粋な補追の一方で、信長の進軍ルート、退却の仕かた、振る舞いなどに『信長公記』からの大きな書き換えがみられ、小瀬の推測も多分に含まれているとの指摘もあるほか、何より小瀬の執筆姿勢を示すものとしての特徴は、本書が流麗な文体を通して小瀬自身の儒教史観による教訓性の濃い「読み物」に仕上がっていることである。したがって、『信長記』は純粋な意味での『信長公記』の増強版とはいえず、『三河物語』（1626年（寛永3年））の中で大久保忠教が『信長記』を「イツワリ多シ」とも批判しているように、同時代にあっても批判が無かったわけではない。しかし、版本として刊行されずに長年日の目を見ることがなかった『信長公記』に対し、大きな反響を呼んで幾度となく版本が繰り返されることになった『信長記』は、それを下敷きとして数多くの潤色に満ちた歴史小説を生み出すと共に、桶狭間の戦いの全体像の形成にも多大な影響を与えることになる。
1966年（昭和41年）、今川義元の陣所に関して、従来の軍記物を退けつつ『信長公記』の記述に基づいて解釈したのが小島広次である。同じ年、小島も委員の1人であった名古屋市教育委員会による『桶狭間古戦場調査報告』は『信長公記』を「もっとも信頼できる現存史料」とし、1969年（昭和44年）に角川文庫より『信長公記』が刊行されるに及んで、長年埋もれていた太田の『信長公記』が広く知られるようになり、その素朴かつ誠実で信憑性の高い記述の評価が一気に高まっていく。信長による攻撃のありさまについては従来、「織田方は善照寺砦より北方へ迂回、太子ケ根（大将ケ根）と呼ばれる丘陵を回り込んだところからにわかな暴風雨に乗じて田楽狭間にあった今川方本陣を奇襲した」とする説（「迂回奇襲説」）が一般的であった。これは、江戸時代に流布した数多くの軍記物の内容を集大成した大日本帝国陸軍参謀本部編集の『日本戦史　桶狭間役』（1898年（明治31年））での記述の影響が大きいといわれる。しかし、『信長公記』の記述を素直に解釈することが理解の主流となっている現在において、『日本戦史　桶狭間役』の「迂回奇襲説」はすでに否定的にみられるようになっている。

## 主戦場の地理的範囲
名古屋市教育委員会による『桶狭間古戦場調査報告』（1966年（昭和41年））は主戦場の範囲を豊明市栄町の北部から名古屋市緑区有松町の北部の一帯にかけてと見なしている。すなわち、往年の呼称によるところの「知多郡英比之庄横根ノ郷大脇村（おおわきむら）」および「知多郡花房之庄桶廻間村（おけはさまむら）」にまたがった地域を指す。

### 大脇村・桶廻間村と「おけはさま」

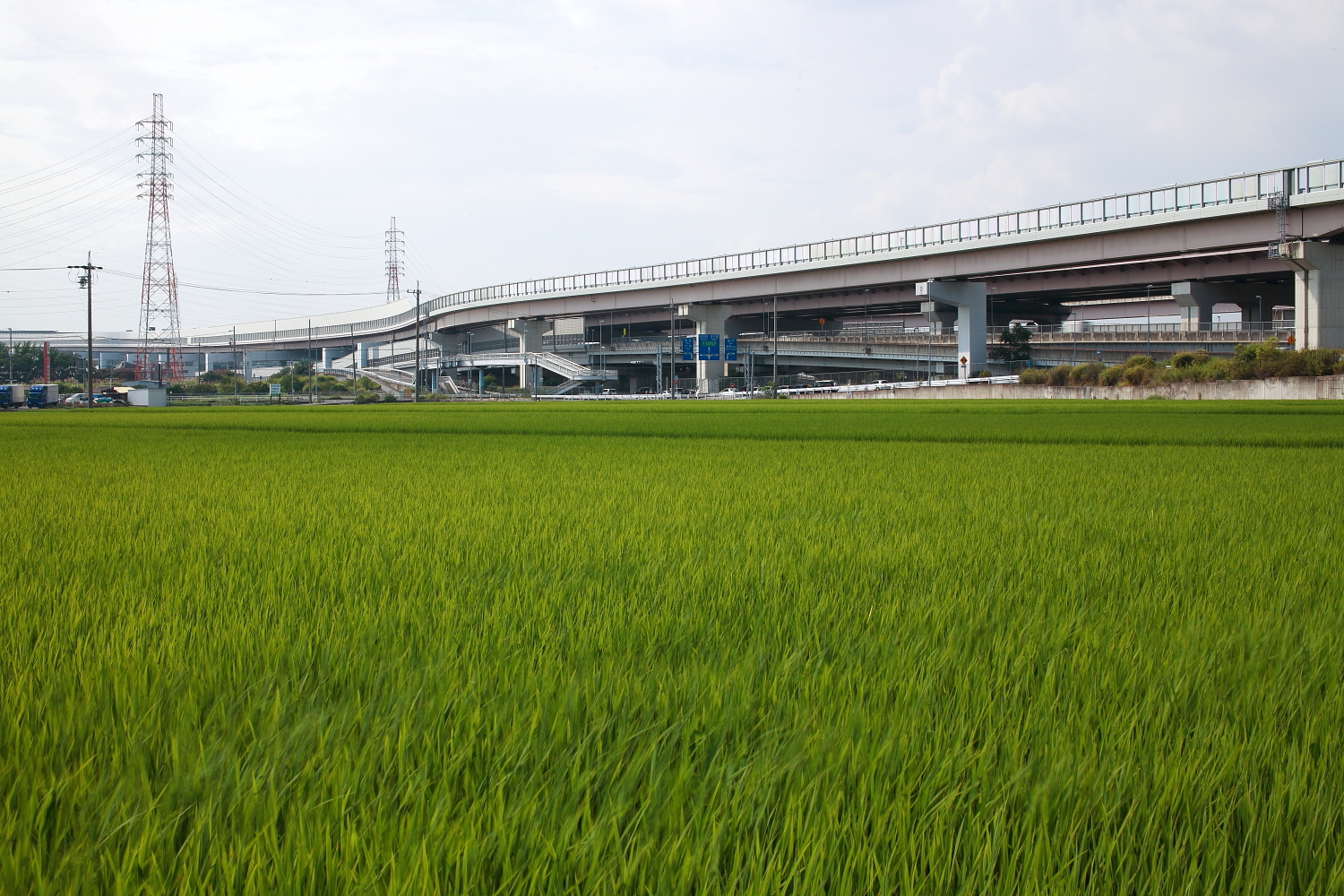
豊明インターチェンジを南より望む（2013年（平成25年）8月）。豊明市栄町元屋敷と呼ばれるこの田園地帯付近が大脇郷発祥の地とされる。

このうち、主戦地のおおむね東側にあり、現在の豊明市栄町一帯にほぼ該当する大脇村は、13世紀後半にその初出をみて以来1875年（明治8年）まで存続した尾張国知多郡の自然村で、伝承によれば鎌倉時代の1275年（建治元年）に「英比荘」（現知多郡阿久比町付近）から移住してきた大脇太郎によって開かれたとされる古い土地柄である。 
1354年5月16日（文和3年、正平9年4月23日）の日付を持つ『熱田社領目録案』（猿投神社文書）の「愛知郡」の項に「大脇鄕」がみられること、1391年6月14日（明徳2年・元中8年5月12日）に室町幕府管領細川頼元が土岐満貞に宛てた『施行状』（醍醐寺文書）には「尾張国熱田社座主領同國大脇鄕以下六ヶ所」を理性院雑掌に沙汰するとあって、大脇郷が前年に熱田神宮寺の座主となった醍醐寺理性院僧正宗助（72代醍醐寺座主）の所領となったことを示していることから、大脇郷は当初愛知郡に属し、熱田社もしくは熱田神宮寺の所領であったと考えられている。その後、1505年（永正2年）に大脇郷の集落内に曹洞宗寺院として清涼山曹源寺が開創、天文年間（1532年 - 1555年）には水野信元配下にあった梶川五左衛門秀盛が居城したといわれる大脇城が同じく集落近くに存在し、1551年1月7日（天文19年12月1日）の日付を持つ今川義元の判物では大脇郷が数年来丹羽隼人佐の知行地であることを示し、桶狭間の戦いを経て尾張国が織田信雄の支配下に置かれた1584年（天正12年）頃には矢野弥右衛門の知行地となっている。
ところで、太閤検地（尾張国では1592年（天正20年））によって村切りが行われるまで、まずもって村域とは明確なものではなかったことに注意が必要である。室町時代までの大脇郷は、境川水系正戸川に近い沖積平野（豊明インターチェンジの南付近）に人家が点在する小規模な集落であったようだが、その村域も江戸時代以降のように明確なものでは当然無く、集落から3キロメートルほど北西にいったあたりのやや遠隔地となる山間部、すなわち主戦地の東側に相当し後年大脇村に所属することになる一帯が室町時代当時の大脇村とどのような関わりを持っていたかを示す、いかなる史料や伝承も知られていない。 
一方の桶廻間村は山中にあって、大脇郷と比べると距離としては合戦地のより近くに存在しており、伝承では今川方を酒で饗応したのもこの村の住民であったとされる。この主戦地のおおむね西側に相当する桶廻間村は、1340年代頃に当地に流入した南朝の落人によって開かれたとする伝承を持つ村で、1892年（明治25年）9月13日に知多郡共和村と合併するまで存続した、尾張国知多郡の自然村・行政村である。現在の名古屋市緑区有松町大字桶狭間、武路町、桶狭間北2丁目、桶狭間北3丁目、桶狭間、桶狭間上の山、桶狭間切戸、桶狭間清水山、桶狭間神明、桶狭間南、桶狭間森前、清水山1丁目、清水山2丁目、南陵、野末町などがこれに該当する。古くは「洞迫間（ほらはさま）」・「公卿迫間（くけはさま）」・「法華迫間（ほけはさま）」などの漢字が当てられていたといわれるが、一村立ての村名として登場するのは備前検地（1608年（慶長13年））の「桶廻間村」が史料上初出とされる。大脇村や近隣の村々と比べると桶廻間村は、近世以前の時代において、その存在や名が示されるほどの同時代の史料が皆無であり、岩滑城主であった中山氏が「柳辺・北尾・洞狭間」を領したとする寛政重修諸家譜（寛政年間（1789年 - 1801年））のような近世以降の史料によって知られるのみである。もとより山がちであって周辺地域より開発が遅れたことに理由が考えられるほか、村民らが落人の出自であることをひた隠しにし、人々の移動や他村との交流がほとんどなされずに山奥で閉鎖的・退嬰的な生活を続けてきたことにより、その実情が外部に知られにくかったことも理由であるとされる。
この2村のそれぞれ北部でまたがり、桶狭間の戦いの舞台地となった山間の一帯とは、室町時代の頃までは大脇郷とも洞迫間とも接点を持たない、漠然とした無主地・無名地であった可能性も大きい。検地が行われる以前において、荘園制の名残によって人と土地の支配は別であったこと、そして山林原野に名が与えられることはほとんど無かったからでもある。桶狭間の戦い直後に出された判物・感状の中で今川氏真は、このたびの「不慮之儀」が生じた舞台地について、「尾州一戦の砌（みぎり）」、「尾州に於て…」といった漠然とした範囲を指す表現を使用している。今川氏の内部で事態の把握が進んでいなかったかといえばそうでもなく、同時期に「去る五月十九日尾州大高口において」戦功を挙げた鵜殿十郎三郎を賞し、「大高・沓掛自落せしむといえども、鳴海一城堅固にあい踏」んだ岡部元信の戦功を賞していることから、今川氏真はじめ駿府にも地理的状況が詳細に伝わっていたことは明らかである。そして戦いそのものを「鳴海原一戦」と表現している。これらのことから、「おけはさま」という地名が、この当時存在していなかったか、あるいは存在していても戦いの舞台地として認識されていなかったことが考えられるのである。
少し時代が下ると、「尾州ヲケハサマト云処」で戦役があったことを記す『足利季世記』（安土桃山時代）のような史料が登場してくる。ところで、この「ヲケハサマ」が近隣の集落である洞迫間を意識していったものであるかどうかは判然としない。『信長公記』の「おけはざま山」、『成功記』の「桶峡之山」も同様であるが、これらの「おけはさま」とは、洞迫間あるいは桶廻間村という一村の名とは性質の異なる呼称であるとする考えかたがある。中世時代の地名や村名は一般に、江戸時代のそれより広範囲を指す場合が多かったといわれ、すなわち「おけはさま」なる地名また、元来は大脇郷と洞迫間をまたぐ山間部一帯を漠然と指すものではなかったかとする説である。そして、それまで曖昧な広範囲を指していた地名が、検地を機会に村名などに冠されることも多くあったといい、主戦地の西側にあった小集落もこれにちなんで初めて正式に桶廻間村という村名が名付けられた可能性があることを、名古屋市桶狭間古戦場調査委員会は示唆している。「おけはさま」が洞迫間あるいは桶廻間村の名の由来となったとする理解である。 
しかし、ある土地に名が発祥するのは山林原野より先に人の住まうところであるのが自然でもあり、「オケハサマ」もしくはそれに近い呼び名の近隣の集落が「おけはさま」の地名に元になった可能性も考えられる。洞迫間は、史料上にこそ登場しないものの、桶狭間の戦い当時にはすでに神明社があり（今川方の瀬名氏俊が戦勝祈願をしたといわれる）、法華寺もしくは和光山長福寺があったとされ（今川義元の首実検がなされたといわれる）、社寺をよりどころとした村落と呼べるほどの人家の集まりがあった可能性は高い。そして梶野渡は、長年伝承の域を出なかった「洞迫間」という名が、中山氏末裔とされる人物からの聞き取りにより実際に呼称されていたことを確認したとしている。洞迫間あるいは桶廻間村が「おけはさま」の名の由来となったとする理解である。
なお、漠然と広がる「おけはさま」のうち大脇村の北部に相当する東側の山間部は、はるか後年の江戸時代後半において「屋形はさま」という通称をもって知られることになる。「屋形はさま」の初出は『道中回文図絵』（1664年（寛文4年））とみられるが、『今川義元桶迫間合戦覚』（1706年（宝永3年）頃）には、元もと大脇村のうち「桶迫間」と呼ばれた地に、今川義元が布陣したことからそれ以降「屋形迫間（やかたはさま）」と呼ばれるようになったとある。現在も字名として残る豊明市栄町舘および南舘の「やかた」は、江戸時代の呼称である「屋形はさま」を継承するもので、その由来は、今川方がこの地に「陣屋形」を設けたからだとも（『桶狭間合戦記』（1807年（文化4年）））、駿府今川屋敷の主「お屋形様」がこの地に本陣を構えたからだともいわれるが、いずれにしても桶狭間の戦いにちなんで名付けられたものと考えられる。『張州府志』（1752年（宝暦2年））もまた、かつての「桶峡（おけはさま）」は今は「舘峡（やかたはさま）」と呼ばれているといい、『蓬州旧勝録』（1779年（安永8年））もやはり「屋形挾間（やかたはさま）」とは「桶挾間（おけはさま）」のことを指すと述べている。そして『尾張国地名考』（1836年（天保7年））は、大脇村の「屋形はさま」で行われたはずの合戦を桶狭間の名で呼ぶのは不審であるとまで述べ、大脇とはかつて広範囲の地域を占めた村名であって、桶廻間も「屋形はさま」も落合もかつては大脇村の字であったのが天正年間（1573年 - 1592年）にそれぞれ独立したことから、とりあえず桶廻間合戦と呼ぶことにしたのであろうとする山本格安の説を紹介している。
梶野渡は南舘が1951年（昭和26年）以降恣意的に桶狭間の名を使用するようになったとしているが、少なくとも江戸時代中期以降、「屋形はさま」と呼ばれる地がかつて「おけはさま」もしくはその一部であったという認識は一般的であったようである。名古屋市桶狭間古戦場調査委員会は、主戦地とされる一帯がそれぞれ桶廻間村と大脇村の村域に明確に分離された後も、主戦地一帯を「おけはさま」そのものとして呼ぶ慣習が残っていたとみるのが自然ではないかとしている。

### 落合村・有松村
落合村（おちあいむら）は、慶長年間（1596年 - 1615年）、東海道の開通に伴い街道沿いへの移住の呼びかけに応じた大脇村の住民により開拓されたという大脇村の支郷である。現在の豊明市新栄町の大部分がこれに該当する。桶狭間の戦いの当時、独立した体裁を持つ村として存在していた可能性は低いが、『尾張国地名考』（1836年（天保7年））は、天正年間にはすでに独立して存在した大脇村の小名のひとつとして落合があり、すでに民家が存在していたことを記していることから、落合なる名称が当地を示す地名として桶狭間の戦い以前に存在していた可能性はある。一説には、この戦いで功績のあった落合小兵衛という人物が褒賞として手にした土地であるというほか、敵味方の首が落ち合ったことが名の由来だとする伝承もある。
有松村（ありまつむら）は、1608年（慶長13年）に尾張藩が開発を始めた村である。現在の名古屋市緑区有松、有松町大字有松などがこれに該当する。落合村と同様、江戸時代初頭に東海道の開通に伴い成立した村であるので、桶狭間の戦い当時には存在していなかったと考えられている。

### 井田村・猪田村
『桶梜間合戦名残』（文政年間（1818年 - 1830年）？）には桶狭間村はかつて「井田村」であったという記述がある。「井田村」を「猪田村」と記述する資料もあるほか、和光山長福寺には桶狭間が11世紀頃に「猪田村」であったことを示す古文書が残されているという。井田村もしくは猪田村の詳細ははっきりしないが、大府市北崎町には「井田」という字名が残っており、この「井田」との関連性が指摘されている。すなわち、大字桶狭間の東方にある東ノ池は、名古屋市緑区・豊明市・大府市（北崎町井田）の境界線の交点（北緯35度2分56.7秒 東経136度58分25.4秒）付近に位置するため池であり、水利上の関係からかつては東ノ池を中心に井田村が同心円上に広がっていたのではないかとする。後年、井田村の多くが桶狭間村に改名し、南側の大府市域に井田という地名が残ったとする理解である。

## 今川義元の本陣地・戦死地について
桶狭間の戦いそのものは2つの村にまたがる広範囲にわたって展開されたものと考えられるが、このうち今川義元が本陣地および戦死地はある程度限定された一地点であるはずで、この一地点の所在地がどこであるのかが桶狭間の戦いにおける大きな論点のひとつとされている。
『家忠日記』や『成功記』のように、今川義元の本陣地と戦死地が同一の地点であるとする史料もみられる一方、義元が床机に座して少しも動かず討ち取られたなどというのは虚説であると真田増誉が『続明良洪範』で批判したように反論もあり、本陣から移動中に討ち取られたとする『信長公記』の解釈により、現在では本陣地と戦死地はそれぞれ異なる地点であるという説が有力となっている。

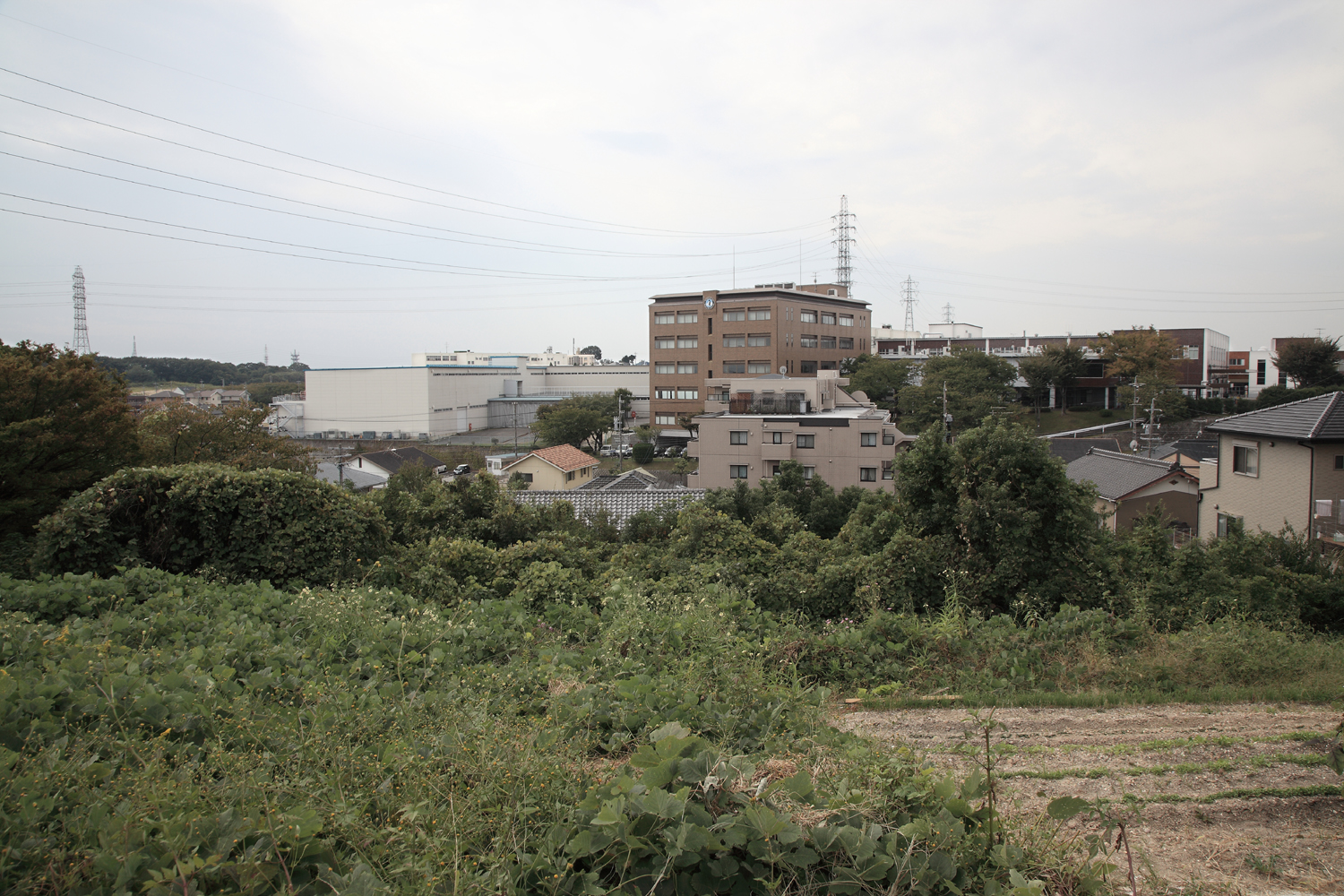
山ノ神山麓より「石塚山」方面を望む（2012年（平成24年）10月）

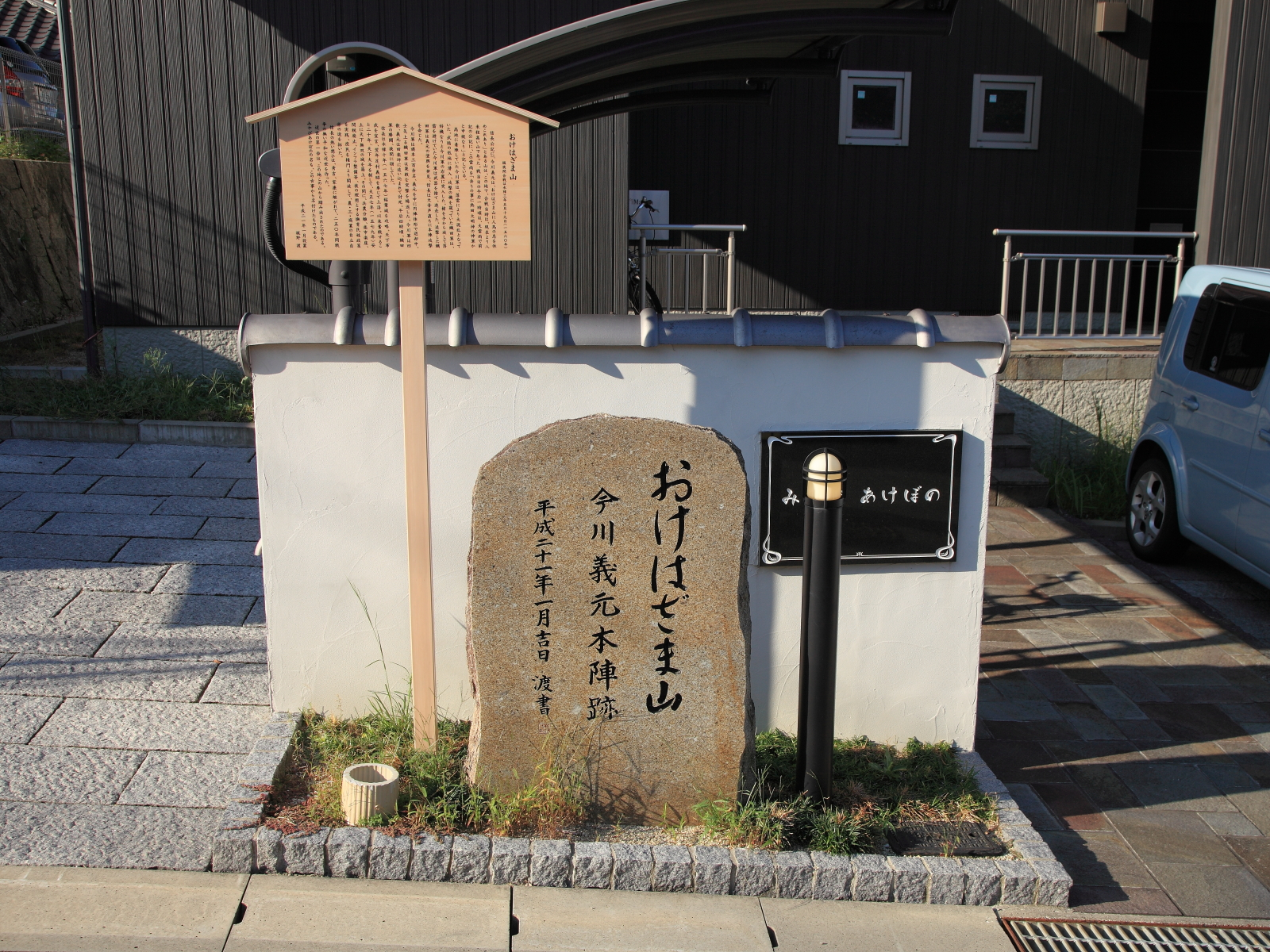
名古屋市緑区桶狭間北2丁目にある「おけはざま山　今川義元本陣跡の碑」（2012年（平成24年）10月）。

### 今川義元の本陣地について
『信長記』や『松平記』などの記述から、高いところにいた織田方が低地の今川方本陣地に攻撃をしかけたという展開は江戸時代には広く知られており、この低地に相当すると一般に考えられてきたのが「屋形はさま」、すなわち現在の桶狭間古戦場伝説地付近（豊明市栄町南舘）である。しかしながら、周囲から見下ろされる危険な場所にわざわざ陣を敷くことは考えにくいという観点から、あまりにも「狭間」である桶狭間古戦場伝説地付近を本陣地と見なすことは、現在に至ってはほぼ否定されている。今川方本陣地については一方で、『信長公記』をはじめとして、丘陵の頂上あるいは中腹、一段低いところであっても緩やかな鞍部であるとする記述も多い。『信長公記』によると、今川義元は本陣を「おけはざま山」に置いたという。この「おけはざま山」という山名は現在では失われているが、東海道沿いの間の宿であった有松村から南東に約1キロメートル付近、あるいは豊明市栄町にある「桶狭間古戦場伝説地」から見て南西に約700メートル付近の丘の頂上にはかつて三角点（北緯35度3分18.5秒 東経136度58分38.4秒）が敷設されており、その実績値64.9メートルが付近で最も高所であったと考えられることから、小島広次はこの丘陵一帯を「おけはざま山」と推定している。また、桶狭間古戦場伝説地から南に約500メートルほど、現在の豊明市新栄町5丁目付近にかつて「石塚山」と呼ばれる丘陵があり（ホシザキ電機株式会社本社が立地する敷地付近）、『尾州古城志』（1708年（宝永5年））にここに今川義元が陣を張ったとする記述が残ることから、高田徹はここを「おけはざま山」に比定している。いずれにしても、眺望の良い山頂付近に本陣が置かれていたのではないかとする見解である。他方、『信長公記』のいう「おけはざま山」とは特定の丘陵名ではなく桶狭間にある山稜地帯の総称ではないかとする海福三千雄の説があり、尾畑太三は、『総見記』（1685年（貞享2年））にある「桶狭間ノ山ノ下ノ芝原」、『桶狭間合戦記』（1807年（文化4年））にある「義元只今桶狭間山の北、松原に至て」などの記述、そして『武徳編年集成』（1741年（寛保元年））にある「桶狭間田楽が窪義元の陣所」、『桶狭間合戦記』の「沓掛を出陣し桶狭間山の中、田楽狭間」などとする記述から、山中ではなくその際にある田楽狭間あるいは坪と呼ばれる平地、さらに方角を考慮して名古屋市緑区桶狭間北2丁目（さらに限定して桶狭間北町公会堂のある付近（北緯35度3分23.5秒 東経136度58分14.8秒））ではなかったかとしている。また梶野渡は、64.9メートルを頂とする豊明市栄町の山上からは西方の高根山や幕山の稜線に阻まれて善照寺砦・中島砦をうかがうことは不可能であるという指摘を、また人馬や輿がわざわざ深い山林をかき分け山頂にまで至るという労苦を味わう必要があるのかという疑念を呈し、水の補給があり、数千の兵員と数百の馬が休息可能な、この山の西麓にあったとされる広い平坦地を本陣地に比定している。現在の名古屋市緑区桶狭間の北部、名古屋市緑区桶狭間北2丁目から3丁目、そして豊明市栄町字西山にかけての付近としており、戦いの2日前に今川方先手侍大将瀬名氏俊による本陣設営が行われたとされる場所で、桶狭間古戦場保存会は名古屋市緑区桶狭間北2丁目の住宅地の一角に「おけはざま山　今川義元本陣跡」の碑石を設けている（北緯35度3分18秒 東経136度58分21秒）。

### 今川義元の戦死地について
今川方本陣地には広範囲にわたるさまざまな説がみられるのに対し、今川義元の戦死地はある程度絞り込まれているといえる。義元討ち取りの後に深田に足をとられてはいずり回った今川方の残兵がことごとく討ち取られたという『信長公記』の記述は、義元戦死地が深田ないしは湿地帯の近くであったことを示唆しており、深田ないしは湿地帯の「はさま」と目される地形は自ずから限定されるからである。いずれにしても、本陣地と異なることは前提としてあり。『信長公記』に「三百騎計り真丸になつて義元を囲み退きける」とあるように、義元らは騎馬で撤退を始めていることから、戦死地を本陣地からある程度離れた場所として捉えることは自然である。 
『関東下向道記』（1628年（寛永5年））に、東海道を鳴海から池鯉鮒（ちりふ、知立）に向かう途中、右手に今川義元の墳墓といわれる塚を見たとあり、これは現在の桶狭間古戦場伝説地付近が今川義元戦死地として登場する初出とされ、東海道に面した北を除く三方を丘陵で囲われた狭隘な地（「屋形はさま」）が、江戸時代初頭にすでに今川義元終焉の地として信じられていたことを示している。『信長公記』は織田方が「東に向つてかゝり給ふ」といっており、そのことで『感興漫筆』は山の上に幕を張って酒宴を催していた義元が麓まで追い落とされたという伝承を紹介している。西から襲撃された義元らが東に向かってのけぞり、東に向かって転がり落ちたとするのは素直な解釈であるといえる。そして山鹿素行の紀行文『東海道日記』には「オケハザマ、デンガクツボ、こゝに今川義元の討死の所とて塚あり、左の山の間のサワにあり」とあり、桶狭間古戦場伝説地付近が大正時代まで湿地帯（サワ）であったことは、今川方の残兵がぬかるみに足を取られてはいずり回ったという『信長公記』の記述を裏付けるものでもある。おそらくはその日の朝まで滞在していた沓掛城を目指していた途中、義元は桶狭間古戦場伝説地付近で討ち取られたのではないかとするのが従来より見られる主張となっている。
これに対し、義元が「田楽坪」で討ち取られたとする説も存在する。「田楽坪」は、町丁名でも字名でもないが、名古屋市緑区桶狭間北3丁目付近に「田楽坪」という名称で長らく『2万5千分1地形図』に記載され続け、現在でも『電子国土基本図（地図情報）』（国土交通省国土地理院）に掲載されている地名である。大字桶狭間では、字名としてあった広坪（ヒロツボ）の古称として「いけうら」の他に「田楽坪」が認識されており、昭和時代に入り古戦場であったことを示す江戸時代の碑石が発見され、昭和50年代以降に藤本正行や小和田哲男らによって発表された新説にも補完されて、この「田楽坪」も義元戦死地の候補地として声高に主張されるようになる。 
その小和田哲男は、義元が大高城へ撤退するために西に向かう途中、すなわち名古屋市緑区内で討ち取られたという『続明良洪範』の記述を支持している。そして梶野渡は、『信長公記』のうち、今川方の兵卒の多くが「深田のぬかるみ」に足を取られたところを討ち取られたという記述をみ、1608年（慶長13年）の慶長検地において石高が決定した田、すなわちその開墾時期の多くが江戸時代以前であったことが推察される「本田」の存在が、豊明市の桶狭間古戦場伝説地付近ではみられないことを指摘、義元はやはり西方に退却し、「本田」のあった「田楽坪」付近で討ち取られたのではないかとしている。

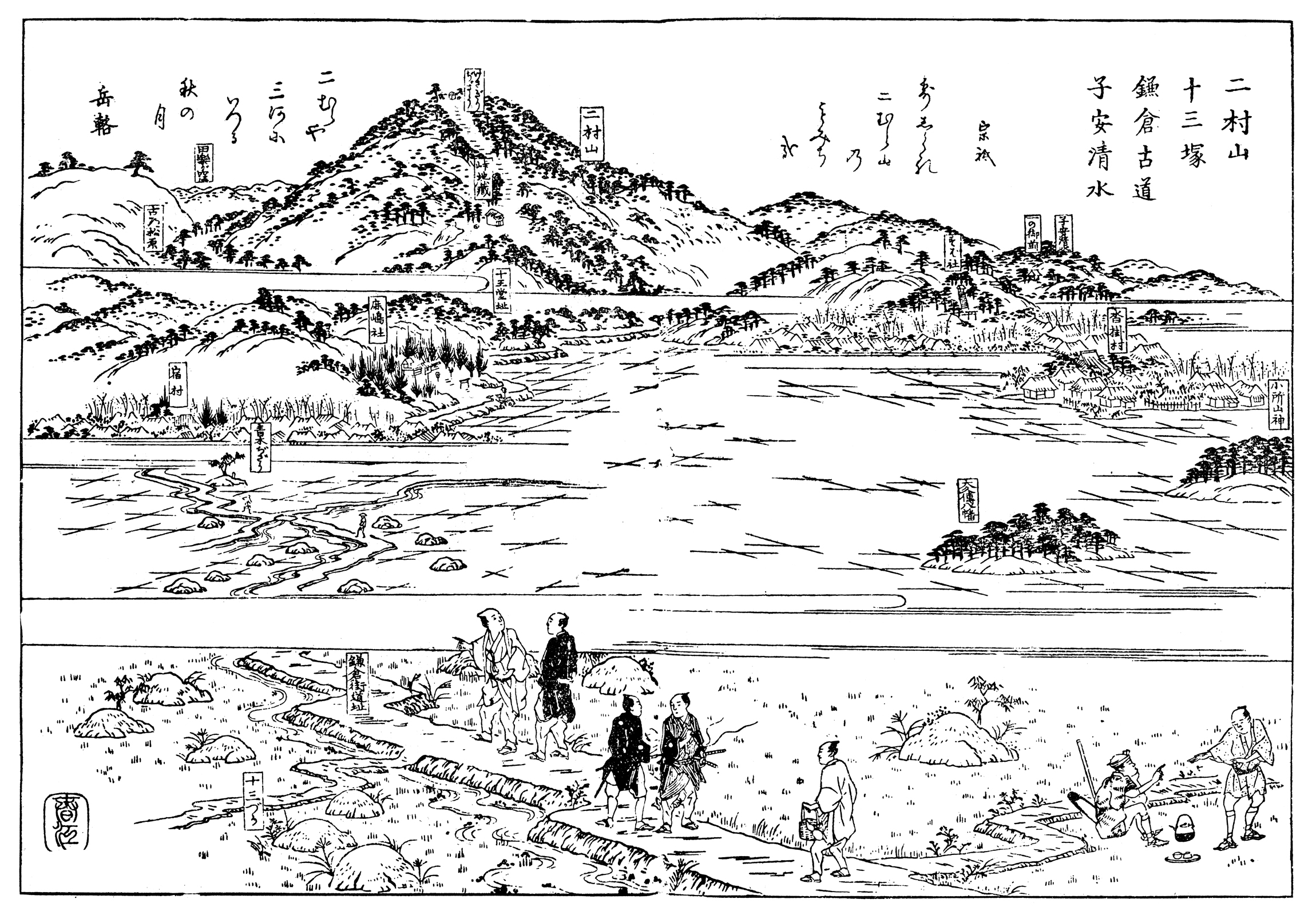
『尾張名所図会』（1841年（天保12年））に描かれた「二村山」の左手の谷地に「田楽ガ窪」が見える。小田切春江画。

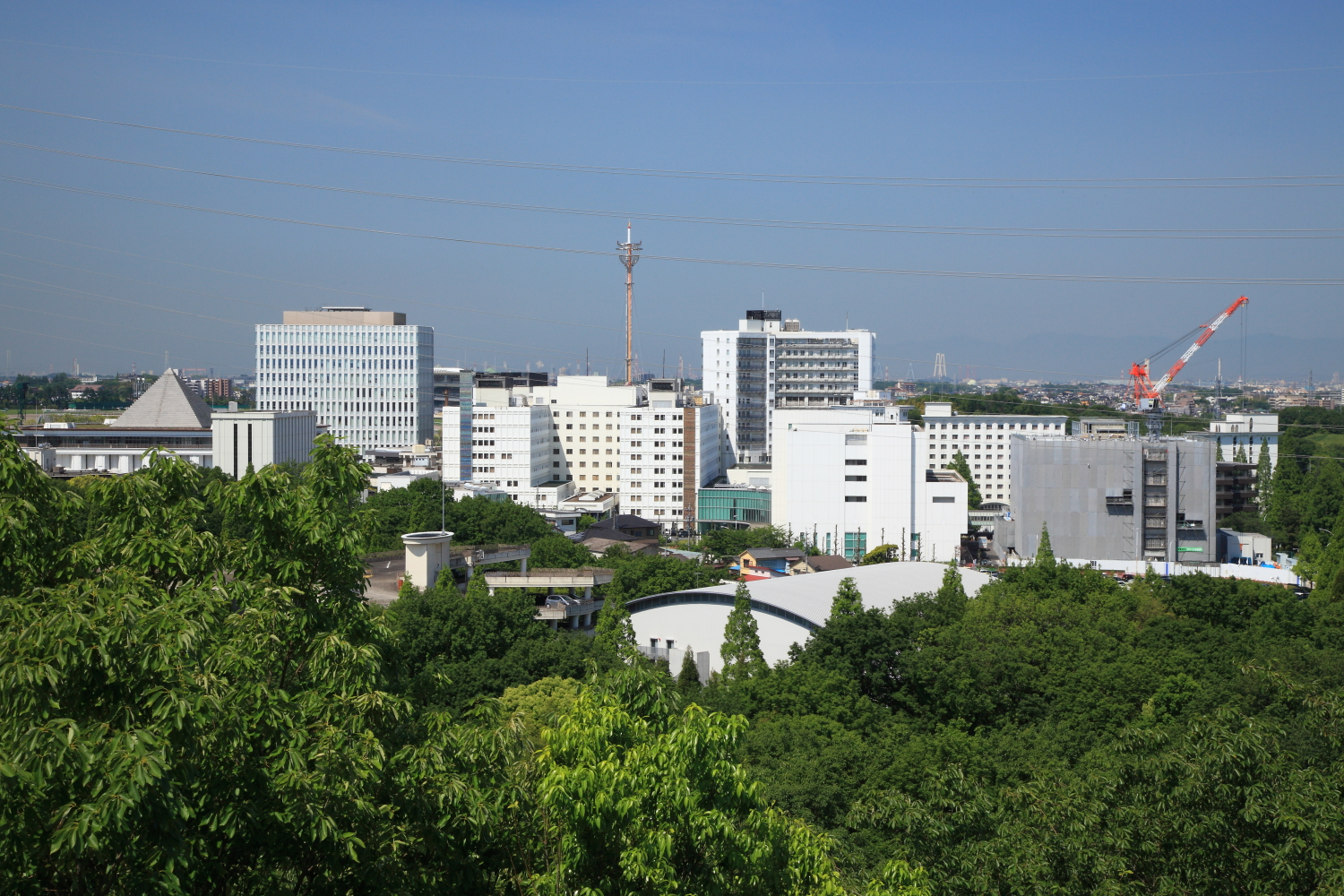
二村山から望む田楽ケ窪の地（2012年（平成24年）5月）。

### 「田楽がつぼ」・「田楽がくぼ」・「田楽はさま」
今川義元の本陣地あるいは戦死地を示す地名として、江戸時代には「屋形はさま」のほかに、「田楽がつぼ」・「田楽がくぼ」・「田楽はさま」といったものが数多く使用されている。「田楽がつぼ」の初出は『中古日本治乱記』（1602年（慶長7年））、「田楽がくぼ」の初出は『見聞集』（寛永後期）、「田楽はざま」の初出は山澄英龍の『桶峡合戦記』（1690年（元禄3年））とみられる。これらのうち、「屋形はさま」は先に述べたように、「桶狭間」を改称したものだとする記述も多い一方で、「田楽がつぼ」・「田楽がくぼ」・「田楽はさま」は桶狭間の中の小地名（小字）として認識されることが多い。また『日本戦史　桶狭間役』のように、「桶狭間」と「田楽狭間」を別個のものとして見なす立場もある。 
「つぼ」とは窄まった一角をいって「坪」や「壺」などと書き、「くぼ」は山あいの谷間にある低湿地を指す言葉で「凹」や「窪」の字が当てられ、「はさま」は山と山に挟まれた谷間をいう言葉で「狭間」・「迫」・「峡」などの字が当てられるが、いずれも地形的には周囲の山々から見下ろされるような狭隘な低地の意味を指し、桶狭間の「狭間」と同様にこの地特有の地形を言い表したものとみられること、あるいは、和光山長福寺が所蔵する『尾州桶廻間合戦之事』には義元の陣所として「田楽ガ久保（くぼ）」と「田楽ガ坪（つぼ）」の両方が登場しており、地元においても呼び名や表記が不統一で曖昧であったことを示すことから、意味の上でも使用上でもこの3者に大きな差違は無かったものと考えられる。 
一方、「田楽」に意味の力点を置いて考えたとき、名古屋市桶狭間古戦場調査委員会は、たとえば今川義元の終焉を「田楽刺し」に見立てたのではないかという想定を挙げており、いずれにしても「屋形はさま」と同様に桶狭間の戦いにちなんで後付けされた地名ではないかとしている。これに対して名古屋市緑区の「田楽坪」では、室町時代の初期より御鍬社が鎮座し、農閑期に「田楽」を奉っていたという伝承がある。「田楽坪」という地名も相当古いもので、桶狭間の戦いより以前から存在したか、あるいは後年であっても田楽の伝承に基づいて名付けられた地名であり、なおかつそれは名古屋市緑区桶狭間北3丁目付近に存在していたとする可能性を示している。 
名古屋市緑区の「田楽坪」の由来は、しかしあくまで伝承として伝えられてきたものである。一方、桶狭間の戦いより以前から史料上に登場し、確実に存在していたとされる地名が、豊明市にある。室町時代の連歌師宗祇による『名所方角抄』（15世紀頃）、仁和寺の僧侶尊海による『あづまの道の記』（同）、連歌師里村紹巴による『富士見道記』（16世紀頃）などに登場し、平安時代より和歌の名所として知られ鎌倉街道の要所でもあった二村山（豊明市沓掛町）の西麓にあり、室町時代後期には鎌倉街道の物騒な一帯として知られ、それそのものも和歌に詠まれることがあった「田楽ケ窪（でんがくがくぼ）」である。 
「田楽がつぼ」・「田楽がくぼ」・「田楽はさま」、そのいずれも、初めこの「田楽ケ窪」から類推されて発生した名であるか、それそのものと混同されたという考えかたがある。『新編桶峡合戦記』（1846年（弘化3年））の中で田宮篤輝は、私見として、「田楽峡（はさま）」は義元の死所であるのに対し、「田楽ケ窪」は東海道より北の鳴海古道（鎌倉街道）にある地名のことで、混同しやすいと述べている。2013年（平成25年）現在でも豊明市沓掛町の字名として「田楽ケ窪」が残っており、藤田医科大学・藤田医科大学病院の敷地の大部分に相当する一帯であるが、この、「屋形はさま」（桶狭間古戦場伝説地）から東北東へ直線で約2.2キロメートル、「田楽坪」（桶狭間古戦場公園）から東北東へ直線で約3.2キロメートル、そして沓掛城から西へ直線で約1.9キロメートルのところにある「田楽ケ窪」という古歌の名所を、『中古日本治乱記』（1602年（慶長7年））の著者山中長俊や『見聞集』の著者三浦浄心(1565年-1644年)のような他国の教養人が、地理に不案内なためにそのまま混同した可能性や、あえて近隣の名所に織り交ぜて新たな地名を作り出した可能性も、十分に考えられる。なお、「田楽がつぼ」や「田楽がくぼ」に比べてやや下った時代に登場する「田楽はさま」は少なくとも、山澄英龍の造語であることはほぼ過たないであろうと梶野渡は述べている。
なお、地名の混同に伴い、この和歌の名所である「田楽ケ窪」そのものも今川義元の本陣地あるいは戦死地の候補地ひとつとして知られ、郷土史家の鈴村秋一らがこの説を支持している。しかし、早朝に沓掛城を出立した今川方が正午頃にこの地で休息したとすると進軍速度があまりに緩慢であることになり、田宮篤輝がまったく別個のものであると認識しているように、過去から現在に至るまで特に重視されていない説である。

## 豊明市と名古屋市緑区の「本家争い」

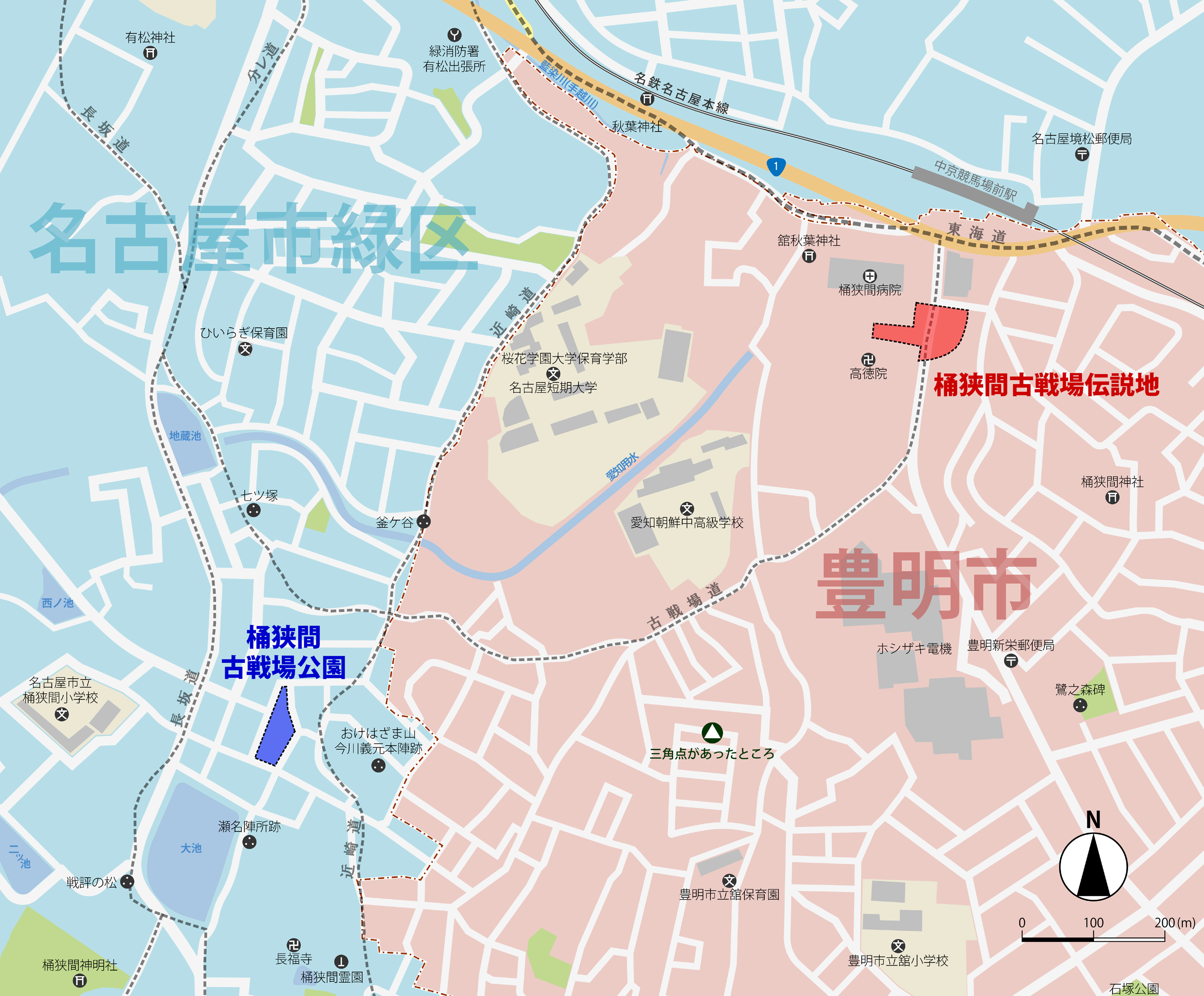
ふたつの桶狭間古戦場の位置関係。

豊明市と名古屋市緑区の「本家争い」は、今川義元戦死の地が大脇村（屋形はさま）に属していたか桶廻間村（田楽坪）に属していたかについて、後年のそれぞれの所属自治体（愛知郡豊明村→同郡豊明町→豊明市、知多郡有松町→名古屋市緑区）が自らの行政区域に属すると主張しあうことで、繰り広げられてきたものである。義元敗死の地をもって古戦場と見なす考えかたから、屋形はさまと田楽坪は、現在それぞれ「桶狭間古戦場伝説地」・「桶狭間古戦場跡（桶狭間古戦場公園）」として、それぞれの自治体から史跡の扱いを受けている。
昭和時代の初めに「桶狭間古戦場の碑」が鞍流瀬川の底から引き上げられ、この頃より有松町の田楽坪を今川義元戦死の地とする主張が本格的になったとみられることから、「本家争い」が表面化したのは昭和時代以降の、比較的近年であるともいえる。それぞれが当の大脇村・桶廻間村であった江戸時代に、桶狭間古戦場が大脇村地内の「屋形はさま」に属するものであるという見解が一般的であったのは先にみたとおりで、このことに桶廻間村が異論を唱えていたかどうかははっきりしない。確かに、1816年（文化13年）の建立とされる「桶狭間古戦場の碑」、建立年代不詳の「駿公墓碣」の存在は、田楽坪が戦いの中心地もしくは今川義元最期の地であるという、江戸時代後半にそうした見解が芽生えていた可能性を示しており、『桶梜間合戦名残』（文政年間（1818年 - 1830年）？）にも、桶廻間村内のハイ山（生山）を敗軍の地だとする有松村の古老の話が紹介されている。しかし他方で、「屋形はさま」で行われていた旧暦5月19日の法要を桶廻間村の長福寺も「年中行事」として重要視し、住職は五条印金の袈裟という特別な装束を身にまとい念仏回向に臨んだといわれるほか、豊明市の桶狭間古戦場伝説地に残る碑柱の多くは明治時代から大正時代にかけて有松村・有松町の官民によって建碑されたものであって、「屋形はさま」が桶廻間村・有松町の人々にとっても長年崇敬と供養の対象であり続けたことは確かである。
大脇村（およびその支郷の落合村）と桶廻間村（およびその支郷の有松村）とは隣村同士で共に知多郡に属していたが、大脇村は1874年（明治7年）7月に東阿野村・落合村と合併して知多郡栄村（さかえむら）に、栄村は1889年（明治22年）10月1日に大沢村・東阿野村・沓掛新田と合併の上で行政村としての豊明村となり、この時点で知多郡から愛知郡に編入される。旧2村の間に郡界・町村界が厳然と引かれ、それがそのまま豊明市と名古屋市緑区の境界に引き継がれて久しく、心理的な壁もしくは隔たりは、豊明市にとっては国の指定まで受けている古い由緒を名古屋市緑区に侵されているという不快感となり、名古屋市緑区にとっては本来は有松町のものである桶狭間の名を豊明市に横取りされてきたという不満となって、それぞれ表面化するに至るのである。しかし、本来の大脇村と桶廻間村の関係をみると、大脇村にある清涼山曹源寺は桶廻間村にも相当数の檀家を持ち、豊明市の有形文化財に指定されている「曹源寺山門」は桶廻間村の住民梶野清右衛門からの寄進であるほか、桶廻間村の庚申堂で開かれていた祭りには大脇村からも大勢の参拝者があったといわれ、このように文化的な交流が密であったことはもとより、長福寺の動きからも分かるように、両住民の間には対立よりむしろ合戦の故地としての連帯意識があり、共同で戦死者を悼み冥福を祈る心情が一般的に存在していたものとみられる。
長いあいだ続いてきた「本家争い」によって、合戦の場所が実際以上に不確定と思われてきた面も否めず、近年に至り、観光面で熱心に宣伝されてこなかったことを改めるべく名古屋市緑区と豊明市は桶狭間の戦い関連のイベントを合同で盛り上げてゆくことを考えているとのことである。観光マップである「桶狭間の戦い広域マップ」は、名古屋市緑区役所と豊明市役所が合同で制作したものである。

## 桶狭間古戦場伝説地

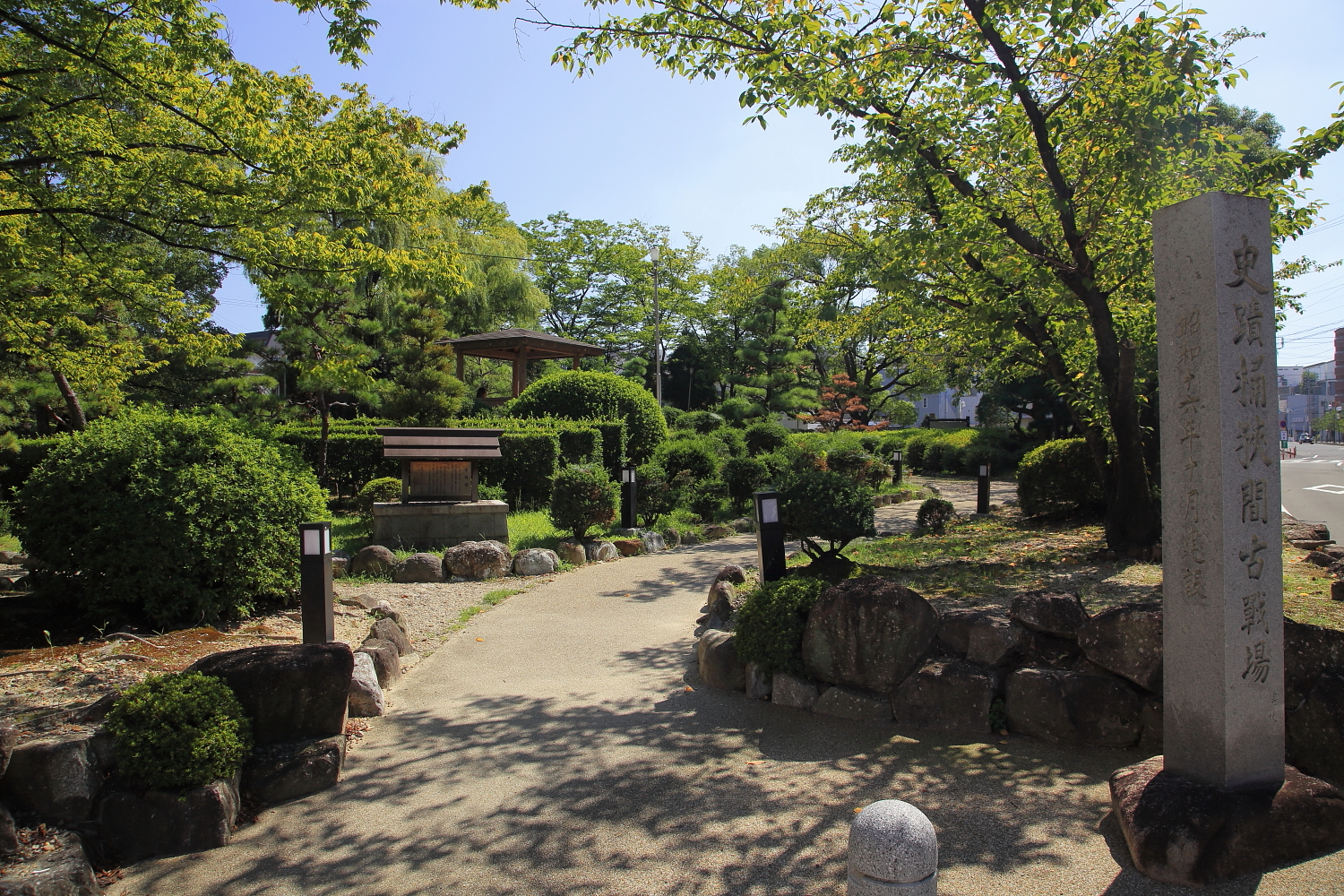
桶狭間古戦場伝説地（2012年（平成24年）9月）。

桶狭間古戦場伝説地（おけはざまこせんじょうでんせつち）は、豊明市栄町南舘3番地・11番地にある戦跡（伝承地）で、国の史跡に指定されている（北緯35度3分35.9秒 東経136度58分50.8秒）。桶狭間の戦いの際に今川義元が敗死した推定地のひとつとして「屋形はさま」の名で古くから知られている。現在では公園（豊明市栄町南舘11番地）と香華山高徳院境内（豊明市栄町南舘3番地）の一部で構成される。
『寛文村々覚書』（寛文年間（1661年 - 1673年））には、英比庄大脇村の項に「一今川義元墓所　長百間程、横五拾間程構、当村石塚山之内ニ于今有之。」という記述がみられる。また、『尾州古城志』では、大脇村には今川義元陣所の遺構とされる「石塚山塁跡」が残されているという。江戸時代前期の地誌ではこのように義元の本陣地や戦死地を大脇村内の「石塚山（いしづかやま）」とする記事がいくつかみられる。この「石塚山」には、桶狭間の戦いの戦死者を弔った塚（石塚）があったともいわれ、一説には「メサ」（周囲の地表が侵食によって削られて形成された平らかな台地）ではなかったかともされるが、いずれにしても何らかの特徴的な構造物がそこに存在していたことは考えられる。桶狭間古戦場伝説地から南へ500メートルほどの付近に現在ではホシザキ電機株式会社本社が立地する小高い丘陵地があり、『豊明村誌』が眺望良好としている小山状の地形、これを石塚山とし、ここから南方へ緩やかに下る中腹付近がそれらの遺構の推定地とされている。なお、石塚山一帯は区画整理されて現在は住宅地であり、石塚の名も「石塚公園」と呼ばれる街区公園（北緯35度3分7.2秒 東経136度59分0.2秒）や同名の交差点（北緯35度3分11.1秒 東経136度59分1.1秒）が残る程度である。
しかし、『寛文村々覚書』や「当村石塚山之内」や『尾州古城志』の「石塚山塁跡」という墓所の所在地が、「石塚山」とされる小丘陵上を指しているのか、「屋形はさま」を指しているのか、はっきりと確認することができない。『関東下向道記』（1628年（寛永5年））にある「道より馬手（右手）にあたりて小高き古塚有そのかミ織田の信長公、駿河義基と夜軍有しに義基たたかひまけて此所にて果給ひし古墳なりと聞て」という記述は、具体的な地名は挙げられていないものの、『道中回文図絵』（1664年（寛文4年））や『絵入東海道中記』（1669年（寛文9年））にある「今川義元さいご所」と同様、「屋形はさま」を指していると考えられている。すなわち江戸時代初期には「屋形はさま」にも「塚」が存在していたことを示しており、その大きさを『知多郡桶廻間合戦申伝之覚』（1725年（享保10年））は2間半四方（約20.7平方メートル）であると記録している。
江戸時代に整備された東海道は、参勤交代の諸大名から伊勢参拝の庶民に至るまで多くの人々が往来してにぎわいを見せると共に、旅の参考となる宿駅・里程・名所旧跡を記した印刷物も大量に発行され、流通するようになる。特に「屋形はさま」は東海道のすぐかたわらにあり、往来する多くの人々の目にもとまりやすく、手軽に訪れることのできる名所として、道中記などでも頻繁に紹介されている。また、尾張藩士の間で桶狭間の戦いとは、神君（徳川家康）が関わった戦役として小牧・長久手の戦い（1584年（天正12年））と共に関心の高かったイベントであり、多くの合戦録が執筆されたほか、現地を訪れて調査を行うなどの人物も現れるようになる。1771年（明和8年）12月、尾張藩勘定奉行の人見桼（ひとみ あつし）は友人であった同藩小納戸職の赤林信之、明倫堂教授の古川宗三と共に桶狭間古戦場を訪れ、そのときの様子を『遊桶狭記』（『人見桼文艸』）で描いている。このとき古戦場には今川義元の塚、少し離れて松井宗信の塚、他に隊将の塚が5つあり、暗く寂しい様子であったという。名古屋に戻った人見と赤林は程なくして、それぞれの塚の上に「桶峡七石表」と呼ばれる7基の石柱を建立する。 
その後、何度か荒廃の憂き目に遭いながらそのつど整備の手が入り、江戸時代後期から大正時代にかけて後述するような記念碑や墓石がいくつも建立されている。1937年（昭和12年）、当時の愛知郡豊明村村議会は文部省に対して当地を国の史跡として認可するよう申請を行う。これを受けた文部省史蹟名勝天然記念物保存協会の担当者が現地で詳細な調査を行ったが、申請を受けたが当地を史跡として指定するにあたり「伝説地」としたのは、合戦地に比定される場所として諸説が次第に論じられるようになり、従来どおり「屋形はさま」がその地であると必ずしも断定しがたくなっていたためである。他方で、文部省の担当者は大字桶狭間の広坪（ヒロツボ）付近の調査も行い、広坪すなわち「田楽坪」もまた「伝説地」として指定することもやぶさかでないという見解を示したが、大字桶狭間の案内者であった梶野禄文は「伝説地」としての扱いに難色を示し、これを拒否したという。
1966年（昭和41年）には、史跡指定地のうち香華山高徳院境内を除く部分が公園として整備されている。

### 桶峡七石表
桶峡七石表（おけはざましちせきひょう）は、「桶狭間古戦場伝説地」内に点在する7基の石標の総称である。江戸時代後期、桶狭間の戦いの故地を訪れその荒廃ぶりを嘆いた人見桼が、友人の赤林信之と共に、鳴海の下郷家の出資を受け1771年（明和8年）12月に建立したものである。この地にはもとより「三河七騎の墓」と称する7つの墳墓があったといい、2つが失われていることから「五墳」とも呼ばれ、山田塚・御小姓塚・御草履取塚などという別称を持っていたとする。あるいは、七墳とされたのは義元と松井宗信の墳墓を含めてのことだったともいう。1号碑は今川義元、2号碑は松井宗信の名が刻まれるが、3号碑以降には特定の人物の名は刻まれていない。また埋設部分など、判読しきれていない文字もあると考えられている。今川義元の戦死の地を示した最も古い指標といわれ、これらの石標と松井宗信墓碑によって取り囲まれた範囲が桶狭間古戦場伝説地として史跡の指定を受けている。
| 番号  | 画像 | 寸法      | 文字 | 備考                                                                             |
| ----- | ---- | --------- | --- | -------------------------------------------------------------------------------- |
| 1号碑 |      | 18×18×130 | 北面：「今川上総介義元戦死所」 東面：「桶峡七石表之一」 南面：「明和八年辛卯十二月十八日造」「人見弥右衛門桼」「赤林孫七郎信之」 | 「上総介」は織田信長が名乗った称号で、今川義元がそれを称したことは無いとされる。 |
| 2号碑 |      | 15×17×103 | 東面：「松井八郎冢或云五郎八」 南面：「桶峡七石表之一」 南面：「明和八年辛卯十二月十八日造」                                     | 香華山高徳院境内にある。                                                         |
| 3号碑 |      | 15×15×95  | 西面：「士隊将冢」 東面下方：「人見弥右衛門桼」「赤林孫七郎信之」 南面：「本田尚澄書」 北面：「桶峡七石表之一」                  | 調査によりすべての文字が確認済み。                                               |
| 4号碑 |      | 15×15×84  | 西面：「士隊将冢」 東面下方：「人見弥右衛門桼」「赤林孫七郎信之」 北面：「桶峡七石表之一」                                       |                                                                                  |
| 5号碑 |      | 15×15×90  | 西面：「士隊将冢」 東面下方：「人見弥右衛門桼」「赤林孫七郎信之」 北面：「桶峡七石表之一」                                       |                                                                                  |
| 6号碑 |      | 15×15×90  | 南面：「士隊将冢」 西面：「桶峡七石表之一」                                                                                      |                                                                                  |
| 7号碑 |      | 15×15×105 | 南面：「士隊将冢」 東面下方：「人見弥右衛門桼」「赤林孫七郎信之」 北面：「桶峡七石表之一」                                       |                                                                                  |

### 桶峡弔古碑
桶峡弔古碑（おけはざまちょうこひ）は、桶狭間古戦場伝説地のうち公園内にあって、1809年（文化6年）に津島の神官であった氷室豊長（ひむろ とよなが）が建立した石碑である。表面では「桶狭間の戦い」を回顧する文と往時を偲んで捧げた詩で、撰文は尾張藩の儒学者であった秦鼎（はた かなえ）、揮毫は尾張藩大坂蔵屋敷奉行であった中西融（なかにし とおる）。裏面では荒廃する古戦場のありさまを見かねて建碑に至ったという趣旨などが記されている。なお、碑文中には建碑年として「文化己巳夏五月」とあるが、当時出回っていた碑文の刷り物では「文化十三年己巳夏五月」（1816年）となぜか改竄されて記載されており、この刷り物を引用したと思われる『尾張名所図会』から『豊明町々誌』に至るまで、この「文化十三年己巳夏五月」がそのまま引用されている。

### 徳本の名号塔
徳本の名号塔（とくほんのみょうごうとう）は、桶狭間古戦場伝説地のうち香華山高徳院境内ののり面にある石塔である。高さ50センチメートル、径25センチメートルほどの塔身を持つ。江戸時代中期の浄土宗僧侶徳本（とくほん）は全国各地を回りながら庶民の教化に努めたとされ、その足跡は畿内・北陸・東海・関東と広範囲に及んでおり、自筆の「南無阿弥陀佛」の名号と円形の特徴的な花押が刻印された名号塔を各地に残している。

### おばけ地蔵
おばけ地蔵は、桶狭間古戦場伝説地のうち香華山高徳院境内ののり面にあって、1853年（嘉永6年）に某尾張藩士が建立したとされる地蔵である。界隈では人々により幽霊が出ると恐れられていたが、この地蔵の建立以降、幽霊の姿は見られなくなったという。

### 今川義元仏式の墓碑
今川義元仏式の墓碑（いまがわよしもとぶっしきのぼひ）は、桶狭間古戦場伝説地のうち香華山高徳院境内ののり面ある墓碑で、今川義元の300回忌にあたる1860年（万延元年）に建立されたものである。方形の石柱と蓮花弁および笠を模した台座が組み合わさった墓塔の形状をなしていることから、仏式の墓碑と呼ばれている。正面には「天澤寺殿四品前礼部侍郎秀峯哲公大居士」、右側面には「万延元年庚申五月十九日」、左側面には「願主　某」とそれぞれ刻まれている。 
なお、江戸時代末期から明治時代にかけて活躍した儒学者細野要斎は旅の途中でこの300回忌の法要に立ち会ったとみられ、随筆『感興漫筆』において江戸時代末期の「屋形はさま」の様子を書き記している。

### 今川治部大輔義元の墓
今川治部大輔義元の墓（いまがわじぶだゆうよしもとのはか）は、桶狭間古戦場伝説地のうち公園内にある墓碑で、有松村の住人であった愛知県第7大区1小区戸長山口正義が主唱し愛知県令安場保和の協力を仰いで1876年（明治9年）5月に建立されたものである。元々は塚であったと考えられ、碑陰記の示すところでは、前出の桶峡弔古碑が建立されて以来それを今川義元の墓と勘違いをして香華を手向ける人が後を絶たず、後にいばらやごみで埋もれてしまって碑の在処さえ分からない状況に陥っていたので、このたび改めて周辺を整備し、この墓碑を建立するに至った、とのことである。碑は初め東面であったが、1906年（明治39年）10月の明宮（後の大正天皇）行啓に際して南面に改修したという。

### 松井宗信の墓
松井宗信の墓（まついむねのぶのはか）は、桶狭間古戦場伝説地のうち香華山高徳院境内の墓地にある墓碑で、今川治部大輔義元の墓と同じく山口正義が主唱して1876年（明治9年）5月に建立されたものである。二俣城城主であったとされる松井宗信は今川義元の重臣として知られ、桶狭間の戦いにおいて奮戦の末に戦死している。

### 古戦場標柱
1915年（大正4年）、大正天皇の即位を記念して有松町によって建てられた標柱である。正面には「桶狭間古戰場趾　愛知縣」、左側面には「従二位男爵野邨素介書」、背面には「大礼記念大正四年十一月有松町建之」とそれぞれ刻まれている。

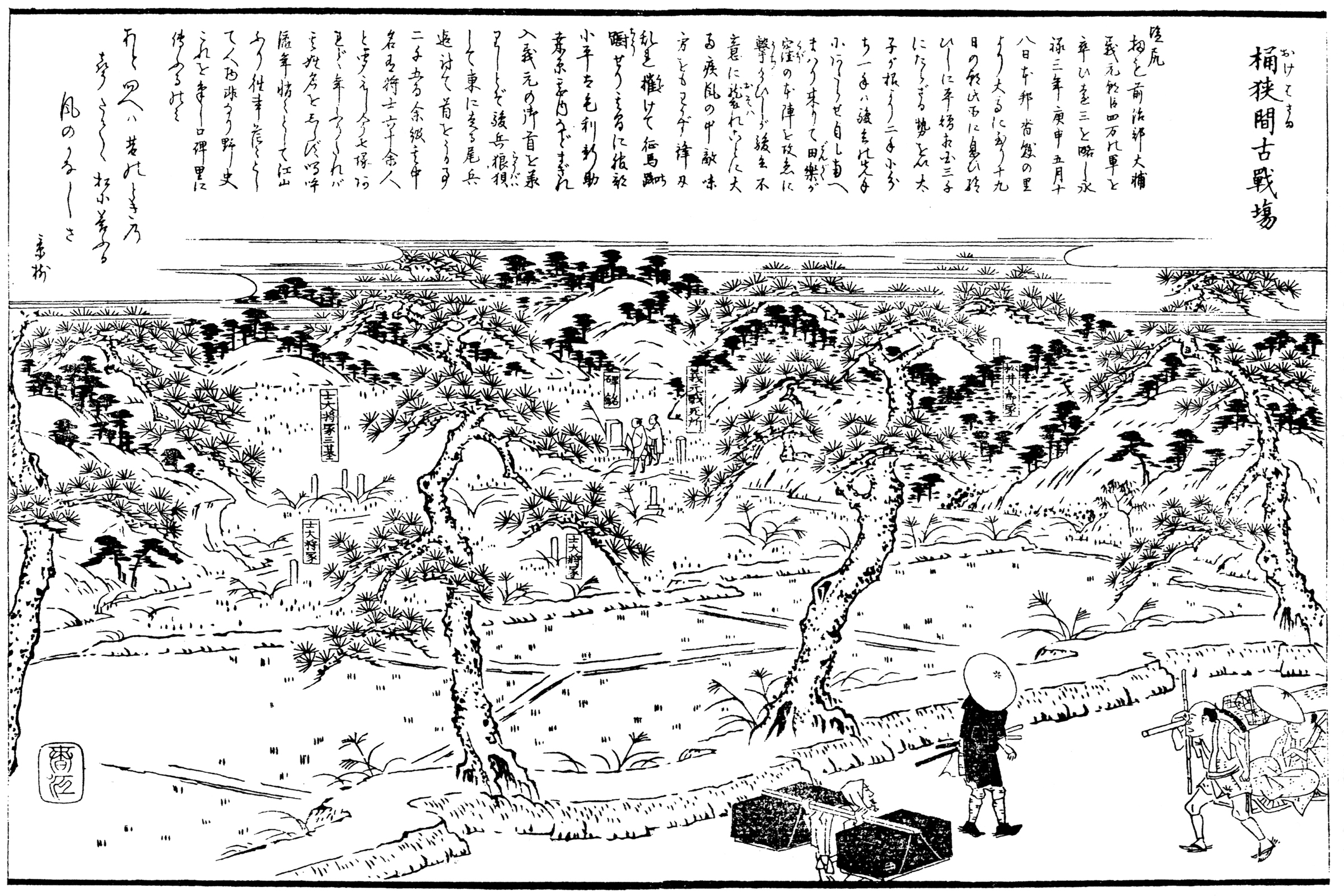
『尾張名所図会』に描かれた桶狭間古戦場。小田切春江画。
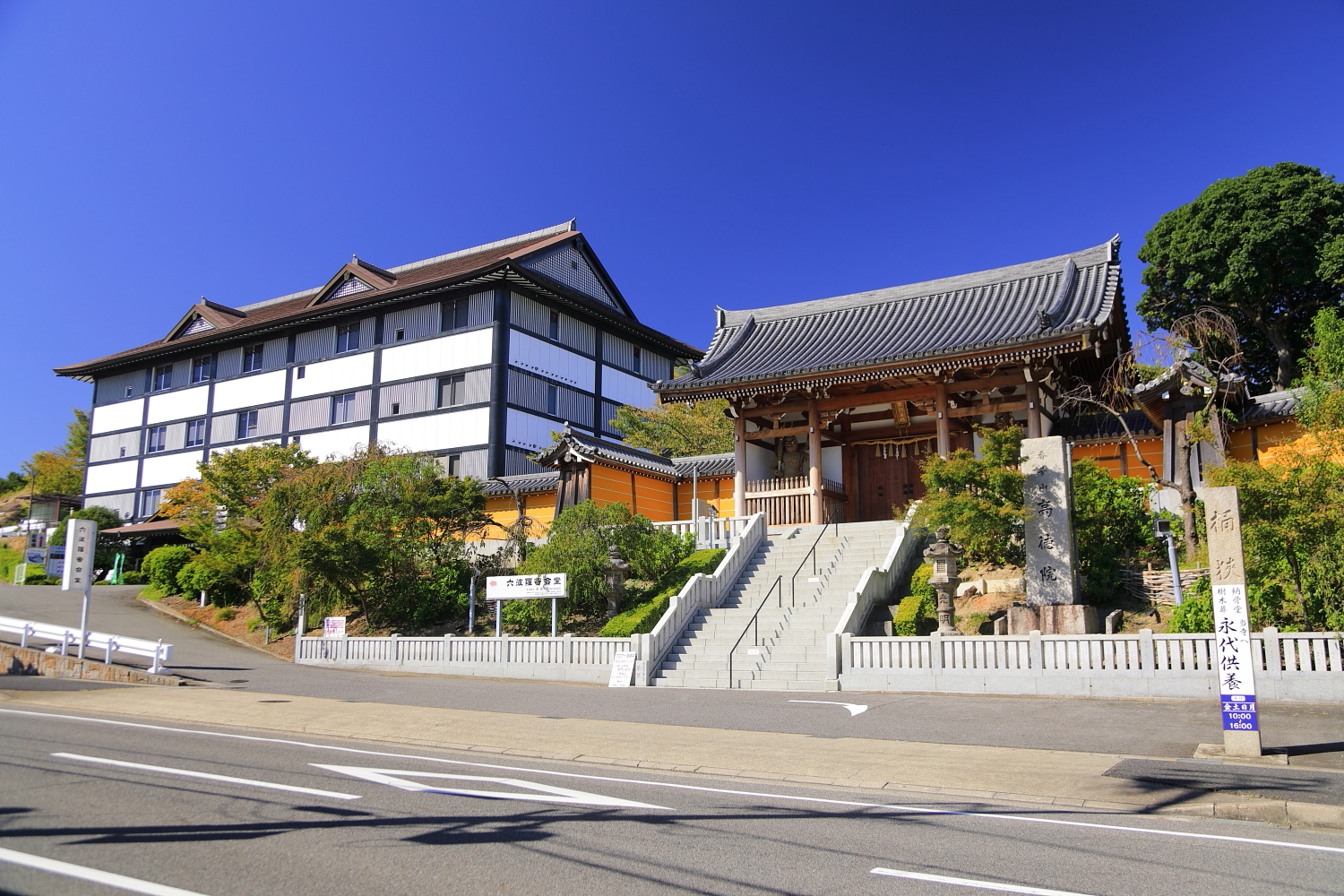
香華山高徳院（2018年（平成30年）10月）。境内の一部が桶狭間古戦場伝説地の一部に指定されている。
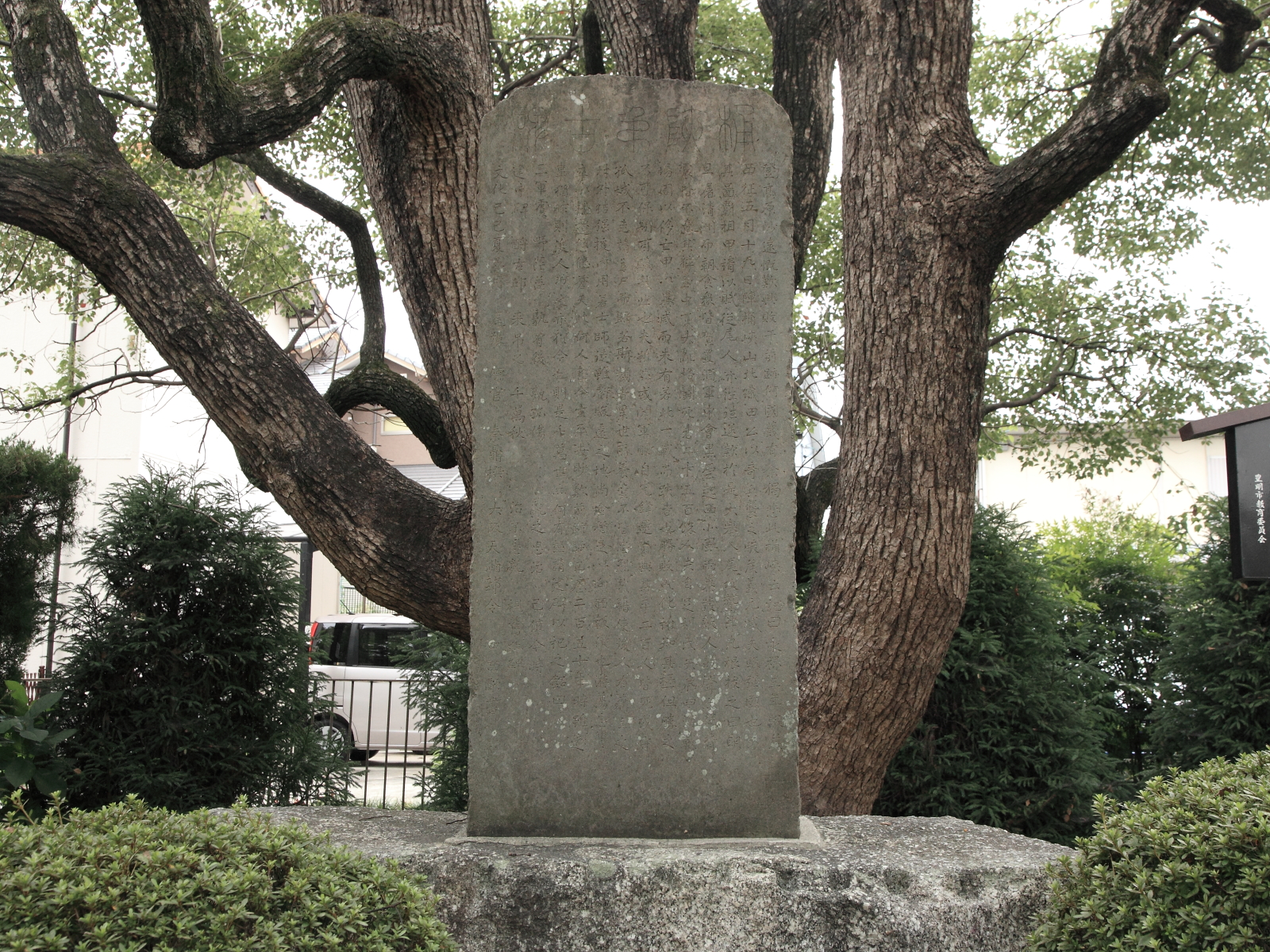
桶峡弔古碑（2012年（平成24年）9月）。
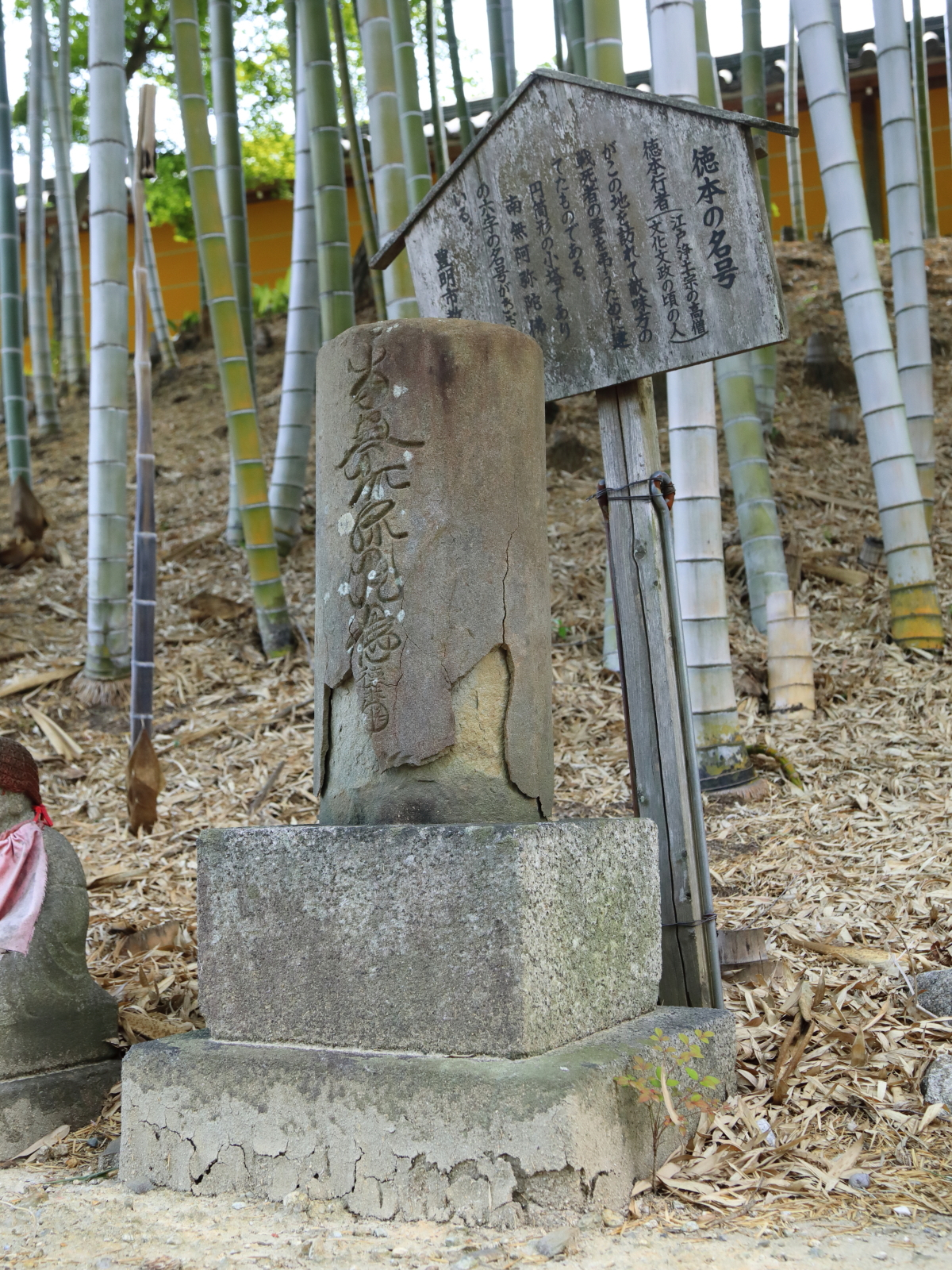
徳本の名号塔（2018年（平成30年）7月）。
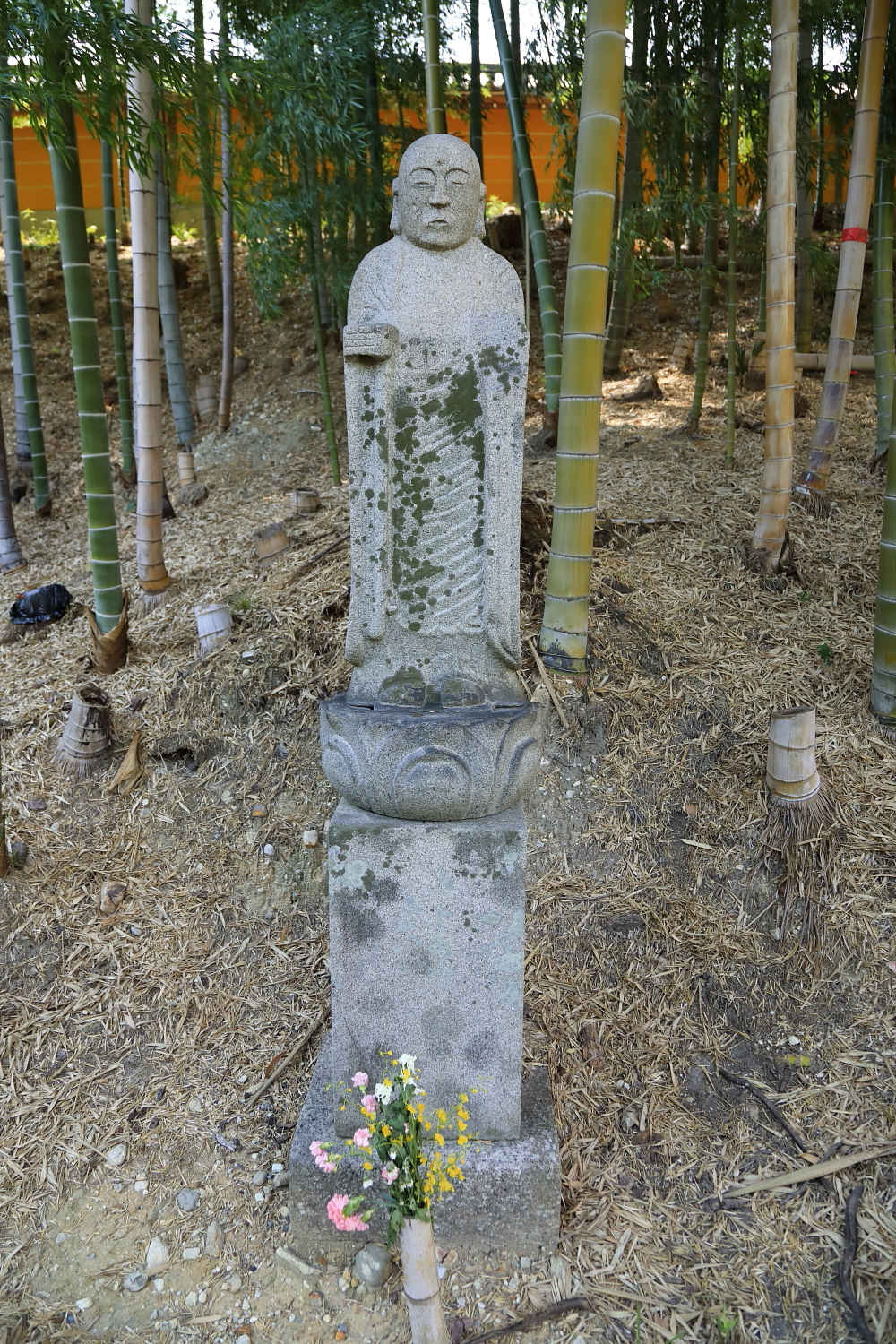
おばけ地蔵（2018年（平成30年）7月）。
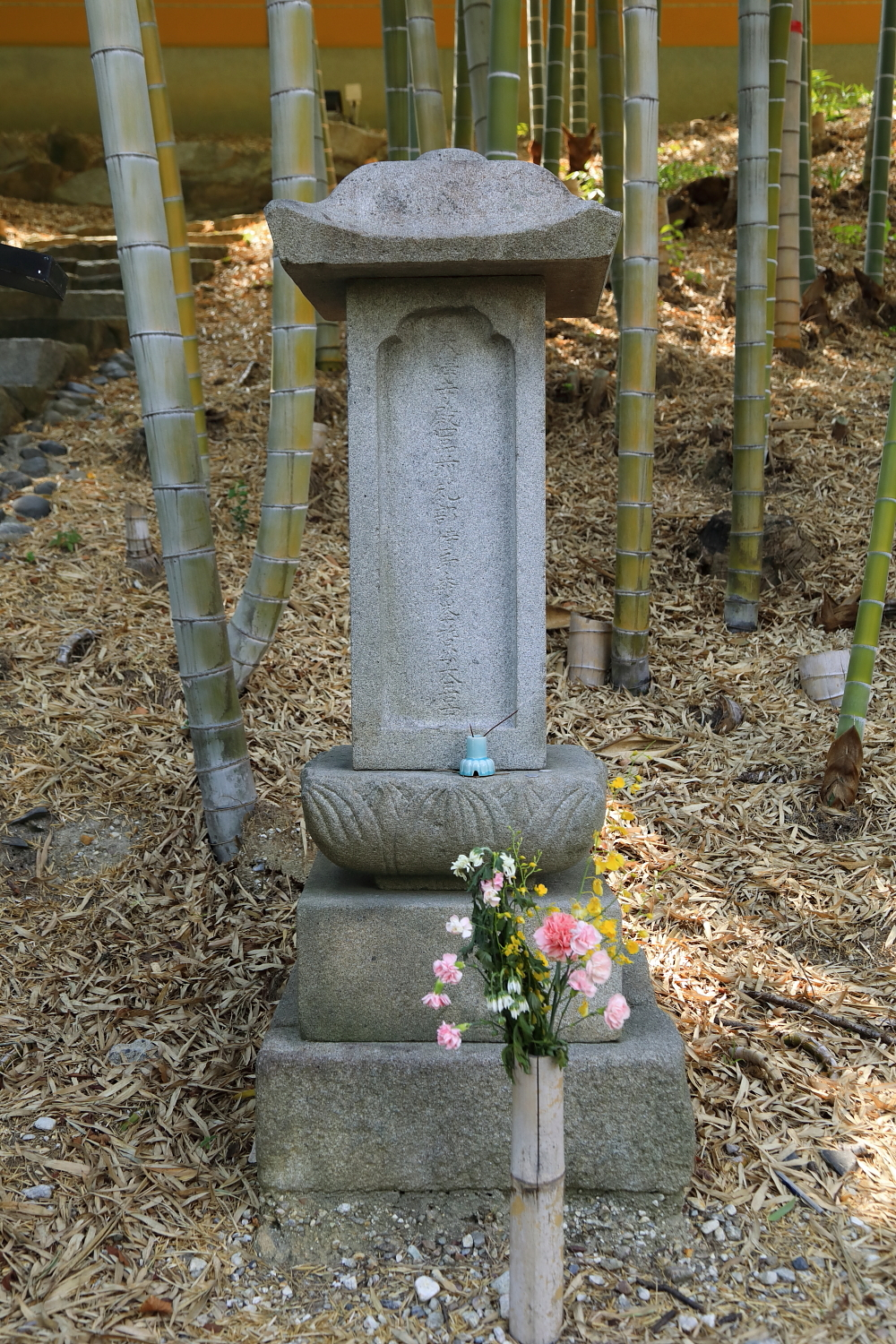
今川義元仏式の墓碑（2018年（平成30年）7月）。
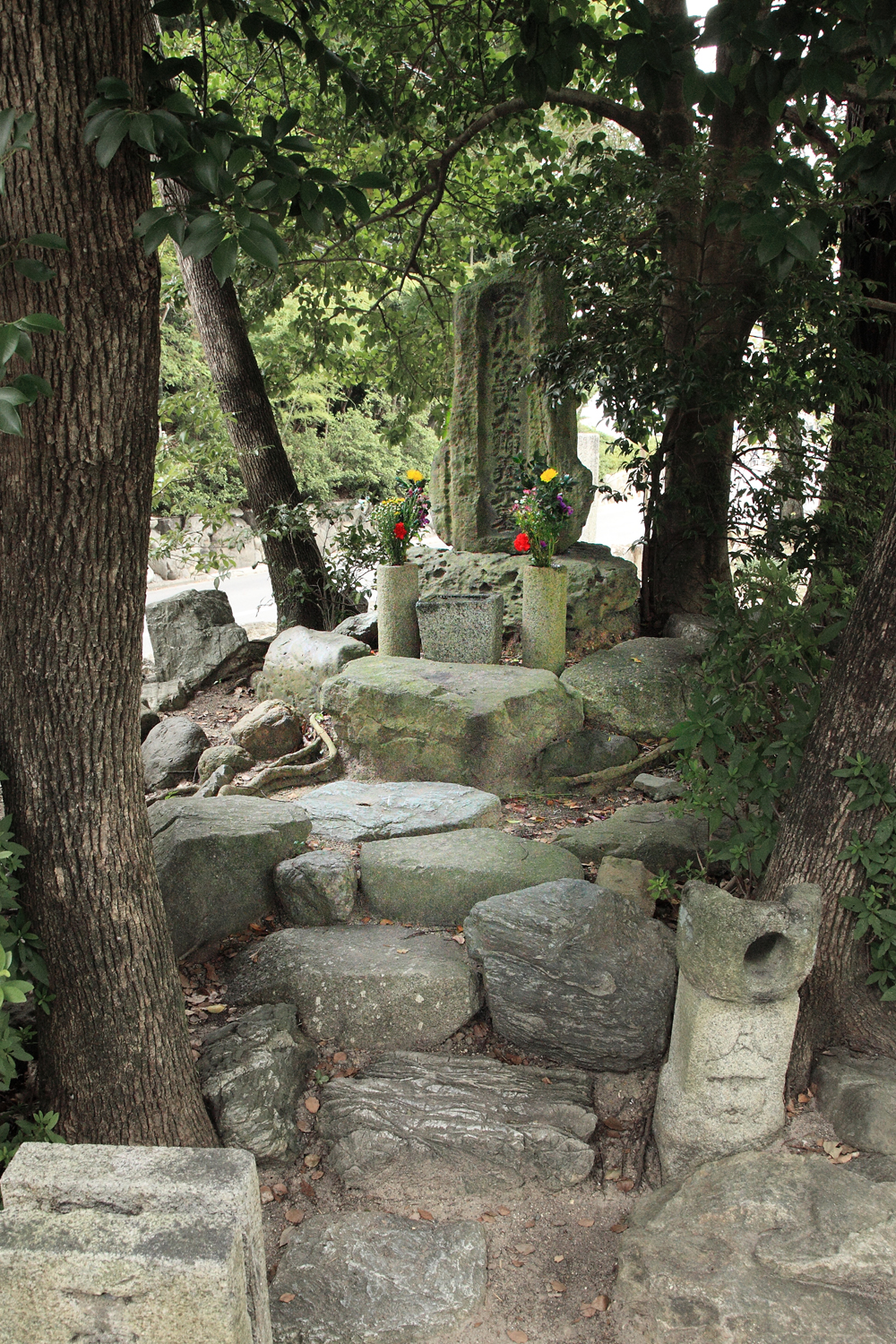
今川治部大輔義元の墓（2012年（平成24年）9月）。
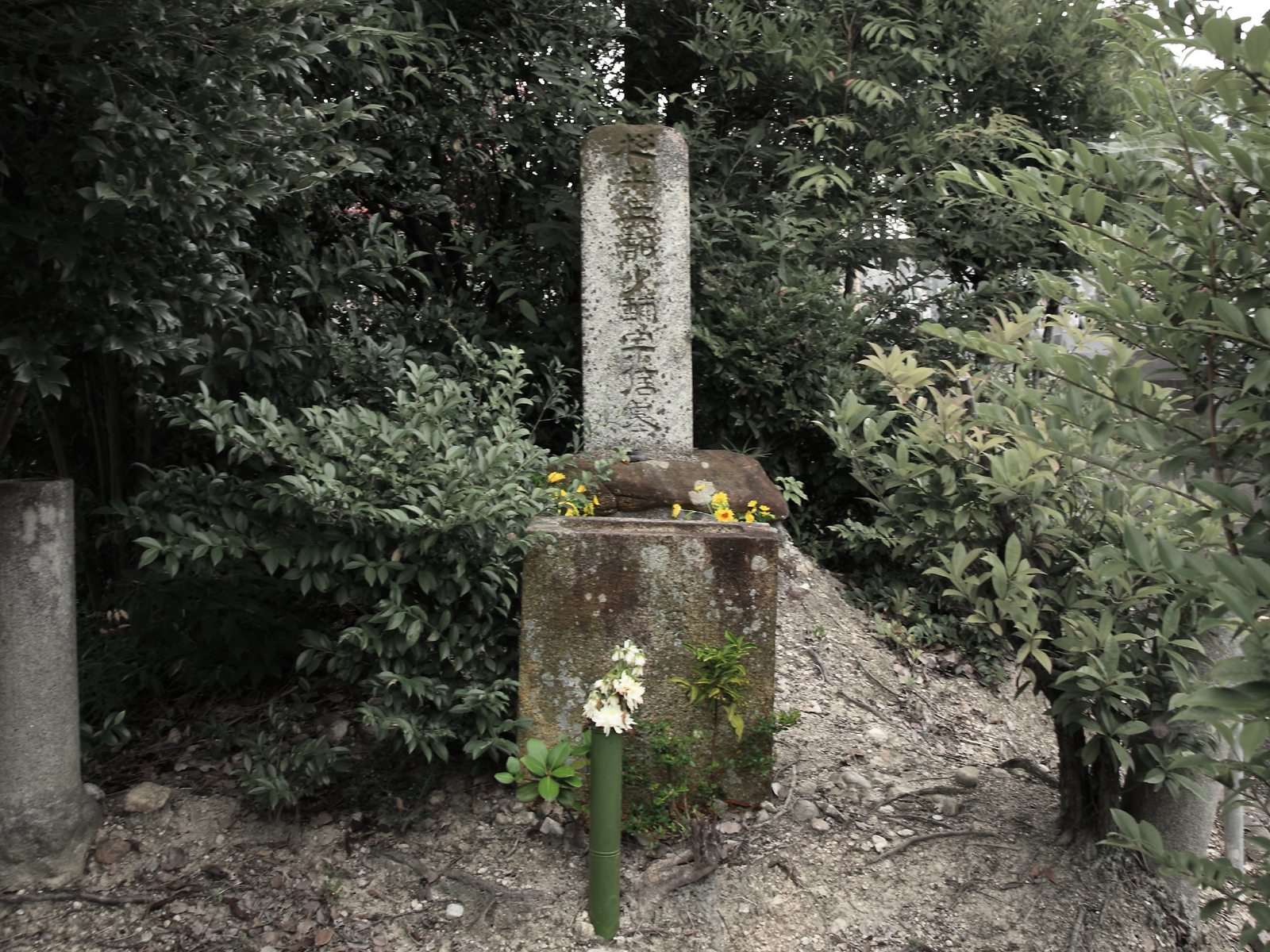
松井宗信の墓（2012年（平成24年）9月）。
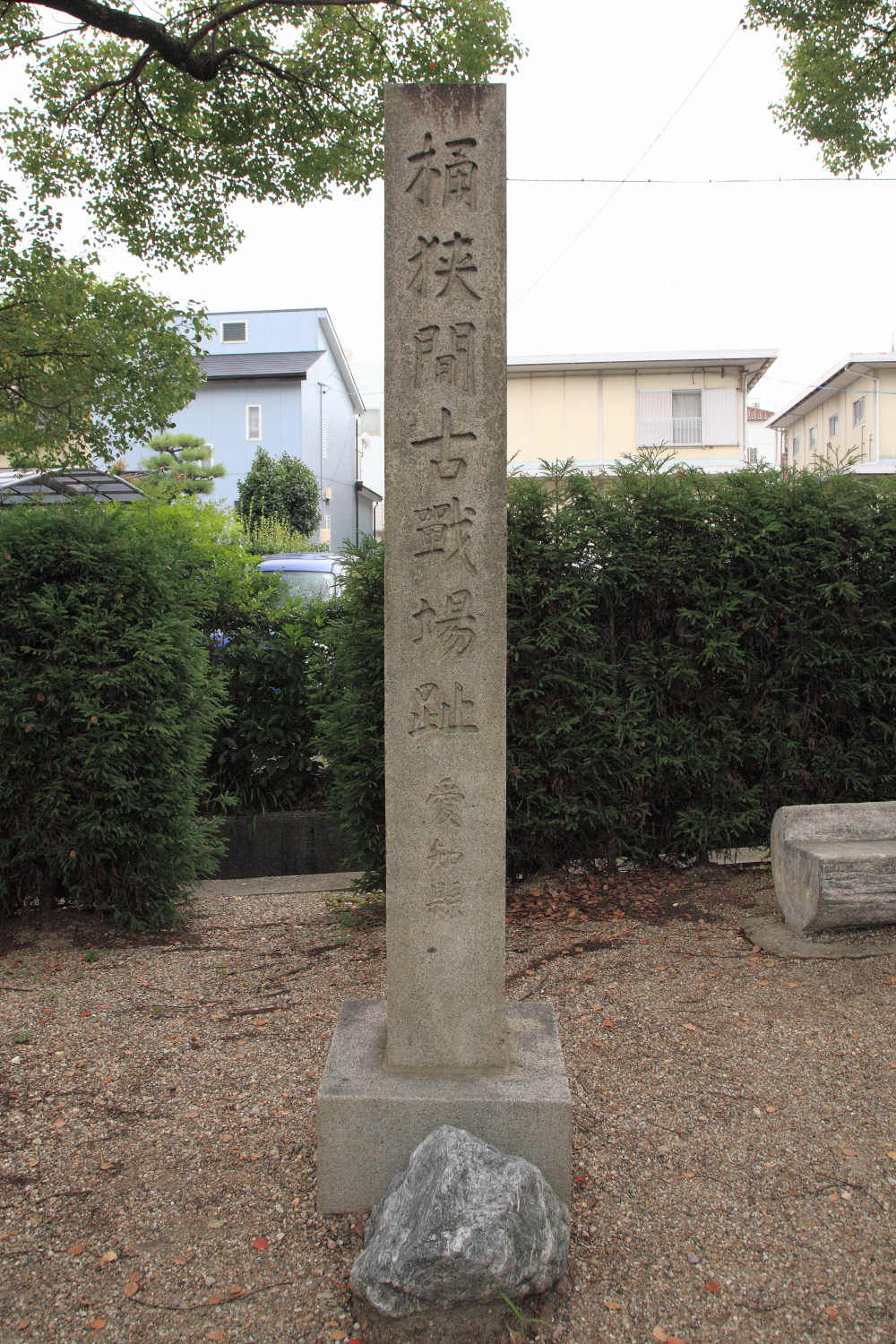
古戦場標柱（2012年（平成24年）9月）。